# Regno Lombardo-Veneto
Il Regno Lombardo-Veneto (in tedesco Königreich Lombardo–Venetien oppure Lombardisch–Venetianisches Königreich) fu una regione amministrativa dell'Impero austriaco, esistita dal 1815 al 1866.
Fu concepito dal cancelliere Klemens von Metternich all'inizio della Restaurazione e la sua nascita venne sancita nel 1815 dal Congresso di Vienna.
Il Lombardo-Veneto perse quasi tutta la Lombardia (a eccezione di Mantova e della riva sinistra del Mincio) nel 1859, quando questa venne annessa al Regno di Sardegna al termine della seconda guerra d'indipendenza italiana, e il regno cessò di esistere definitivamente nel 1866, con l'annessione del Veneto, della provincia di Mantova e del Friuli al Regno d'Italia, sancita dal plebiscito del 21 e 22 ottobre 1866, previsto dal Trattato di Vienna del 3 ottobre 1866.

## Origine del nome
Il nome di Regno Lombardo-Veneto fu istituito dall'Impero austriaco il 7 aprile 1815 nelle aree riunite della Lombardia e del Veneto (che includeva anche il Friuli), ottenute dopo il crollo del Regno d'Italia napoleonico e riconosciute all'Austria dalle decisioni del Congresso di Vienna.
In precedenza la Lombardia era stata divisa fra il Ducato di Milano, la Repubblica di Venezia e i Grigioni, mentre il Veneto era stato parte della Repubblica di Venezia.
Lombardia e Veneto divennero così le due parti di una nuova entità statale bicefala, in quanto all'interno non mancavano differenti aspetti amministrativi per motivi di eredità storica tra la radicata società veneta di stampo repubblicano e la patriziale Milano di stampo monarchico.
Il nome venne scelto all'esito di un non breve dibattito. Gli austriaci (o i loro alleati) furon restii sul il nome di "Regno d'Italia", stato burattino di Napoleone benché proprio Francesco II d'Asburgo-Lorena avesse portato il titolo di Re d'Italia, storicamente legato a quello di sovrano del Sacro Romano Impero. Vi sono prove che si presero in considerazione le dizioni Ost- und Westitalien (Italia orientale e occidentale) e perfino Österreichisches Italien (Italia austriaca); vennero invece scartate dizioni eccessivamente legate a una delle due capitali o regioni.
Non esisteva quindi alcun termine per definire unitariamente i due territori. Si preferì quindi includerle entrambe nel nome con l'intento di stimolare un senso di avvicinamento che rendesse possibile un futuro unitario tra le popolazioni lombarde e quelle venete, e soprattutto per ridurre il senso di appartenenza storica delle stesse. Sarebbe forse bastato utilizzare il termine "lombardo" poiché anticamente il toponimo "Lombardia" indicava un territorio molto più vasto dell'attuale regione e corrispondente all'intera Italia settentrionale; si può riportare ad esempio che ancora nel 1784 l'Abate padovano Francesco Boaretti aveva pubblicato una traduzione dell'Iliade in lingua veneta intitolandola non "Omero nella Venezia" bensì Omero in Lombardia. 
Tuttavia si volle valorizzare Venezia, che fu riconosciuta co-capitale del nuovo Stato: infatti il viceré alternava la residenza tra le due capitali. Risulta curioso che, proprio in riferimento all'Omero in Lombardia del Boaretti, Giovanni Rosini, già nel 1809, avesse utilizzato l'espressione «idioma Lombardo-Veneto» (lungi dal poter prevedere allora la nascita di uno stato con questo nome).
Comunque sia, la "difficile" onomastica segnalava bene l'artificiosità della nuova creazione amministrativa.

## Storia

### La sconfitta napoleonica in Italia
Il 20 agosto 1813 l'Austria dichiarò guerra a Napoleone, reduce dalla disastrosa campagna di Russia e abbandonato dai prussiani. Essa costituì un'armata per invadere l'Italia affidata al feldmaresciallo Heinrich Bellegarde, che fu sconfitto dall'esercito del Regno d'Italia del Viceré Eugenio di Beauharnais nella battaglia del Mincio l'8 febbraio 1814.
Nei due mesi successivi la posizione di Beauharnais peggiorò però sensibilmente, a causa del passaggio del Regno di Napoli di Gioacchino Murat all'alleanza con l'Austria l'11 gennaio, del successo della parallela offensiva austro-prussiana sulla Francia che portò il 31 marzo all'occupazione di Parigi e il 6 aprile all'abdicazione di Napoleone, e di una congiura anti-francese a Milano, sostenuta dalla meglio nobiltà milanese, che sfociò il 20 aprile nel saccheggio del Senato e nel massacro del ministro Giuseppe Prina: fu così che il 23 aprile il Viceré dovette firmare a Mantova la capitolazione. Il 26 aprile il commissario austriaco Annibale Sommariva prendeva possesso della Lombardia a nome del feldmaresciallo Bellegarde, e il 28 aprile Milano veniva occupata da 17.000 soldati austriaci.
Il 25 maggio Bellegarde sciolse la Reggenza del Regno d'Italia, che cessava di esistere, e assunse i poteri come Commissario plenipotenziario delle province austriache in Italia per il nuovo sovrano, l'Imperatore Francesco I d'Asburgo. Il 12 giugno assunse la carica di Governatore generale in conseguenza dell'annessione della Lombardia già milanese all'Impero, proclamata il giorno stesso.

### La genesi del Regno
La caduta di Napoleone avrebbe dovuto, nei piani delle Potenze vincitrici, riportare l'Europa a quella che era prima del 1789, sennonché la profondità dei cambiamenti portati dalla conquista francese, unita ad alcuni vantaggi territoriali che qua e là le antiche dinastie avevano ottenuto negli ultimi cinque lustri, consigliarono l'apertura a Vienna di un Congresso per la risistemazione dell'Europa.
L'Austria poteva riannettere sotto il suo governo diretto territori che le appartenevano da lunga data per dominio diretto, cioè Trento, Trieste e Gorizia, o indiretto, come l'antico Ducato di Milano (Milano, Como, Cremona, Lodi, Pavia) e il connesso Ducato di Mantova - annessione sancita giuridicamente il 12 giugno da un proclama di Bellegarde, ripetitivo di una sanzione imperiale del giorno 7 - ma, differentemente, l'antica Repubblica di Venezia, per la quale l'unico diritto risaliva al disconosciuto Trattato di Campoformio (1797), non poteva avere medesima sorte: lì l'annessione allo Stato austriaco era legittimata unicamente dall'accordo delle potenze vincitrici al Congresso di Vienna, che fu ottenuto solo a fronte della rinuncia ai diritti dinastici degli Asburgo sui Paesi Bassi cattolici (l'attuale Belgio). Per comprendere l'utilità per Vienna dello scambio, basti ricordare il classico argomento di Carlo Cattaneo, il quale sempre sostenne che dal Lombardo-Veneto Vienna traeva «un terzo delle gravezze dell'impero, benché facessero solo un ottavo della popolazione».
Ben sintetizzò la situazione Giuseppe Martini: «Apertesi le trattative intorno alle cose d'Italia, e volendo quivi, siccome ne faceva pubblica promessa il congresso viennese, incominciare le sue decisioni da un grande atto di giustizia, statuì che l'Austria rientrerebbe in possesso di Milano e di Mantova; acquisterebbe altresì gli Stati veneti di terraferma con la giunta di alcuni territorii che, per antichi accordi fra i potentati italiani, appartennero un tempo agli Stati di Parma e di Ferrara; acquisterebbe ancora, non solo le terre della Valtellina con le contee di Bormio e di Chiavenna, siti molto opportuni a sopravvedere dappresso le cose della Svizzera, e in caso di bisogno, introdurvi dissensioni, ma più lungi, in fondo alla Dalmazia, quelle che una volta componevano la repubblica di Ragusi».
I territori già veneti sulla costa orientale adriatica furono dunque aggregati direttamente all'Austria, ma Milano e Venezia erano tradizionalmente legittimate, per antica consuetudine, a godere di governi autonomi (anche se, nel caso di Milano, sotto sovrano straniero). Occorreva quindi riorganizzare tali territori in una entità amministrativa apparentemente autonoma, anche se unita all'Austria dalla persona del sovrano. La soluzione scelta fu di creare un unico Regno con una capitale e due governi, cui venne dato il nome di Regno Lombardo-Veneto.

### L'istituzione del Regno

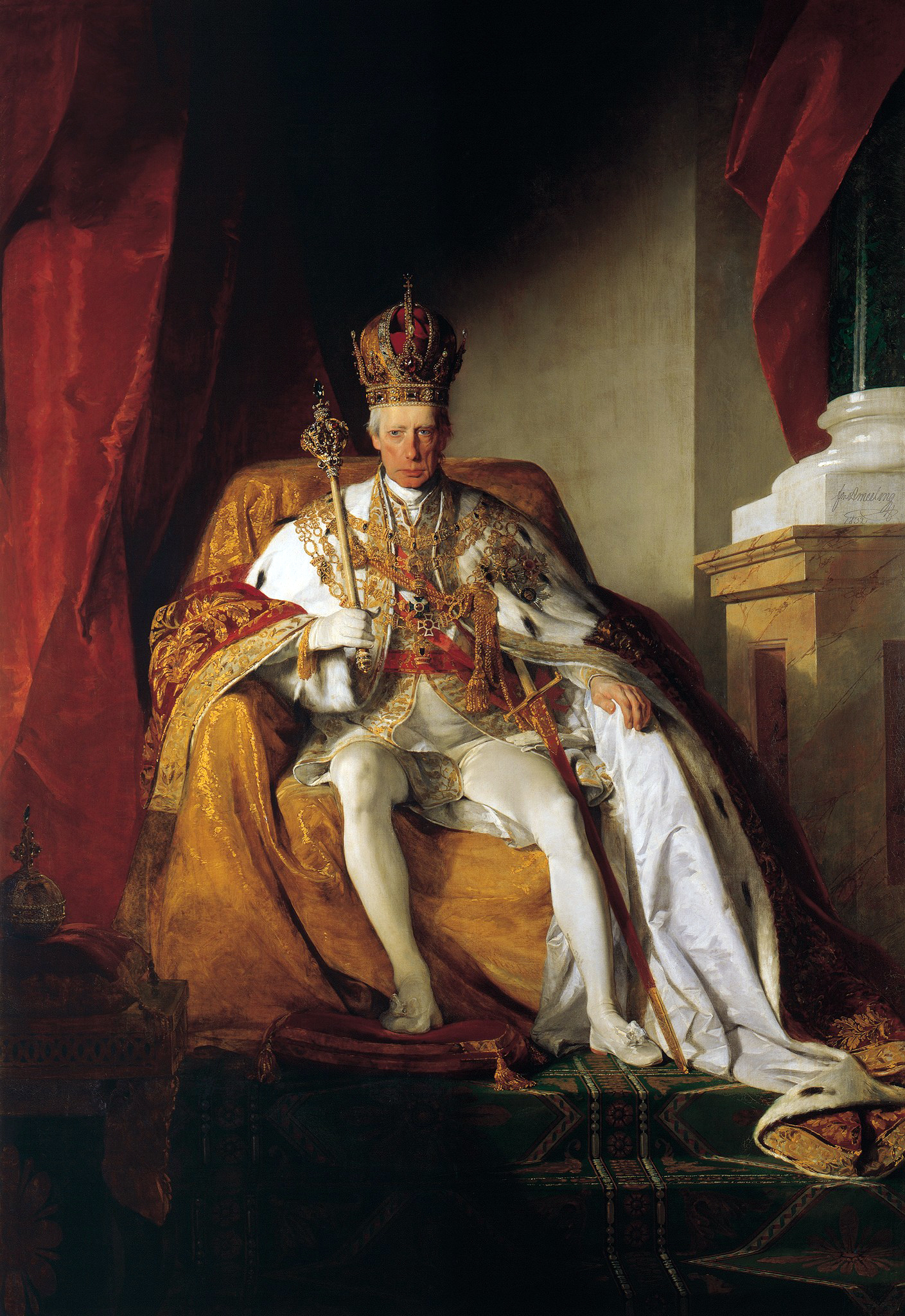
Francesco I, primo sovrano del Lombardo-Veneto fino alla sua morte nel 1835.

Il 7 aprile 1815 veniva annunciata la costituzione degli Stati austriaci in Italia in un nuovo Regno del Lombardo-Veneto. Esso veniva costituito in base al Trattato di Vienna aggregando i territori dei soppressi Ducato di Milano, Ducato di Mantova, Dogado e Domini di Terraferma della Repubblica di Venezia, oltre alla Valtellina già parte della Repubblica delle Tre Leghe, e all'Oltrepò ferrarese già pontificio, mentre lo Stato da Mar, già sottoposto alla Serenissima, ne fu invece escluso incorporandolo direttamente ai territori dell'Impero.
Il Regno fu affidato a Francesco I d'Asburgo-Lorena, Imperatore d'Austria e re del Lombardo-Veneto. Il re e imperatore avrebbe governato attraverso un Viceré, con residenza a Milano e a Venezia, nella persona dell'Arciduca Ranieri, nato in Toscana e fratello minore dell'imperatore.
Lombardia e Veneto, separate dal Mincio, ebbero ciascuna un proprio Consiglio di Governo, affidato a un Governatore, e distinti organismi amministrativi detti Congregazioni Centrali, alle cui dipendenze stavano le amministrazioni locali, tra cui le Congregazioni Provinciali e le Congregazioni Municipali; le due regioni furono rispettivamente organizzate in 9 e 8 province o delegazioni.
Le competenze del Governatore, attraverso il Consiglio di Governo, erano assai ampie e riguardavano: censura, amministrazione generale del censo e delle imposizioni dirette, direzione delle scuole, lavori pubblici, nomine e controllo delle Congregazioni Provinciali. Oltre, naturalmente, al comando dell'esercito imperiale stanziato nel Regno, che, negli anni successivi si sarebbe occupato soprattutto di garantire l'ordine pubblico.
L'amministrazione finanziaria e di polizia, infine, era sottratta al Consiglio di Governo e attribuita direttamente al governo Imperiale a Vienna, che agiva attraverso un Magistrato camerale (Monte di Lombardia, zecca, lotto, intendenza di finanza, cassa centrale, fabbricazione di tabacchi ed esplosivi, uffici delle tasse e dei bolli, stamperia reale, ispettorato dei boschi e agenzia dei sali), un Ufficio della Contabilità, una Direzione generale della Polizia.
Considerata la eccezionale centralizzazione del potere nelle mani del Governatore, nominato da Vienna, e del governo imperiale, ben si comprende come il ruolo del Viceré fosse assai marginale, ridotto a mera rappresentanza. A tal fine egli manteneva splendidi palazzi, ove teneva corte.

### La marginalizzazione del patriziato locale

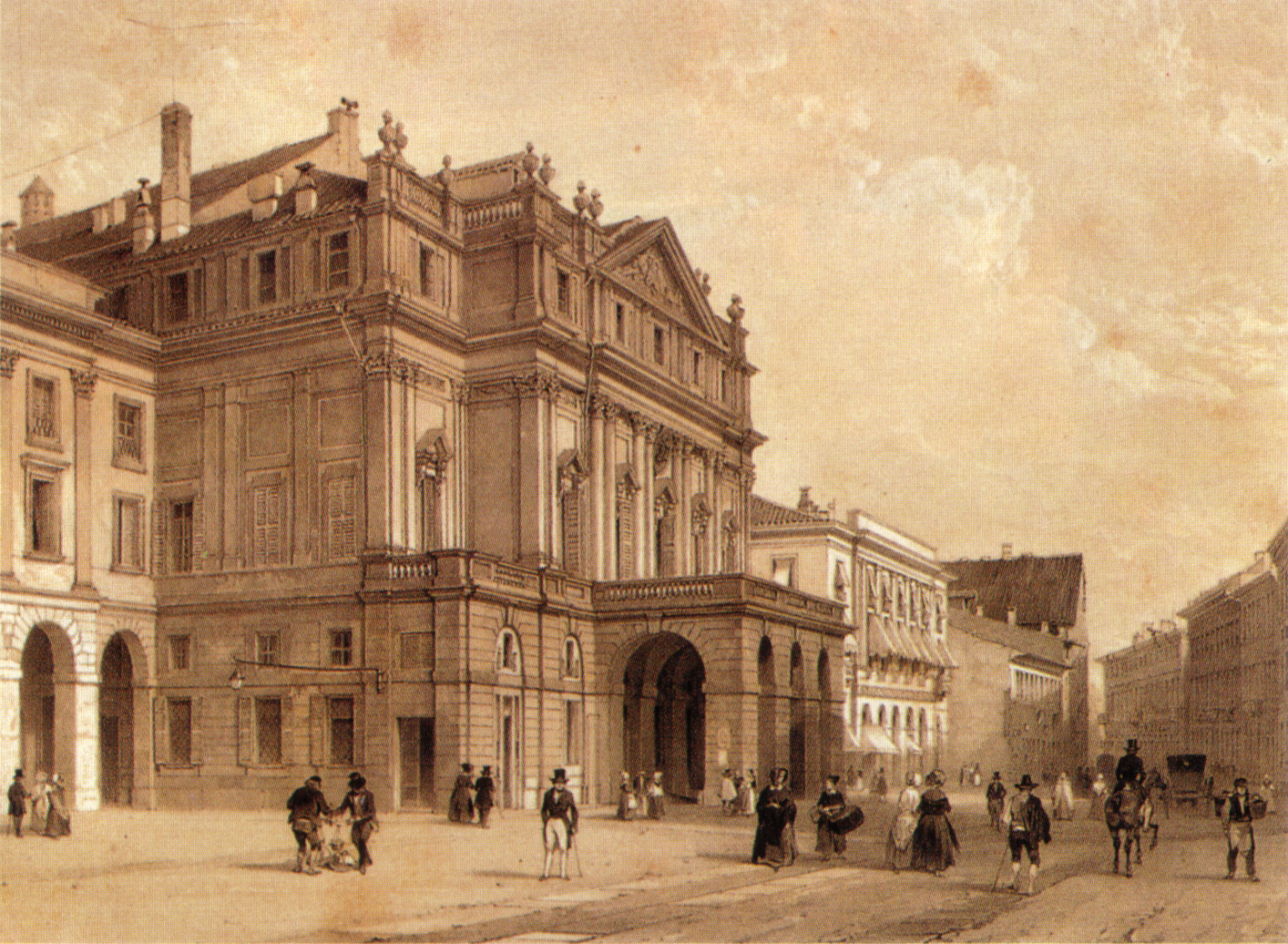
Il Teatro alla Scala era uno dei più importanti centri di spettacolo nel Regno Lombardo-Veneto, nonché uno dei principali luoghi ancora deputati per consentire al patriziato ormai completamente emarginato dalle operazioni di governo di rivaleggiare in lustro e sfoggio di privilegi di nobiltà.

Tutte le alte cariche del Regno erano di nomina regia, mai elettive. È questo uno dei motivi per cui esse erano in gran parte affidate ad austro-tedeschi; tutti austro-tedeschi furono i governatori, la grandissima parte degli ufficiali stanziati in Italia (mentre la truppa rispecchiava l'eterogenea composizione delle popolazioni dell'impero) e il Viceré: i forestieri godevano, quindi, del controllo quasi assoluto sulla vita del Regno. Famoso, a tal proposito, un colloquio del 1832 fra il nobile lombardo Paolo de' Capitani e Metternich: "Che necessità c'è di far occupare ogni posto notevole da Tirolesi e da sudditi di altre province?". Nonostante ciò, non vi era un reale clima di tensione tra le due, ragionando per nazioni, nazionalità.
"Abita in questo Paese un popolo ben fatto e intelligente, distinto più per le doti della fantasia che per la profondità d'ingegno. E perciò è desso la culla delle arti belle, comechè non v'abbia anche penuria di pensatori, d'uomini profondi di colossale dottrina."
"Fra tutti i rimproveri che si fanno al governo austriaco, il più erroneo e infondato è quello che fosse offesa o maltrattata la nazionalità."
(Karl Schönhals, Memorie della guerra d'Italia degli anni 1848-1849)
Situazione analoga si può ritrovare all'epoca di Maria Teresa d'Austria, quando si era cercato di far compenetrare molto di più austriaci e italiani nell'amministrazione dei domini di possesso imperiale, legando simultaneamente la nazione alla corona dell'Imperatrice. Questa era la linea che inizialmente si era proposta la commissione del Congresso di Vienna del 1815, anche se le condizioni cambiarono leggermente dai moti del 1820-21. C'è comunque da sottolineare il fatto che le autorià austriache registrarono una situazione non molto preoccupante, se vista con i loro occhi, durante i disordini degli anni '20.
"A malgrado di tutti i maneggi della società segrete, lo spirito pubblico nel Regno Lombardo-Veneto non poteva dirsi ancora del tutto guasto. Il governo contava ancora in tutte le classi numerosi aderenti. La parte più agiata temeva la sollevazione e le inevitabili conseguenze di una guerra da quella inseparabile."

(Karl Schönhals sulla situazione nel Lombardo-Veneto nel 1821)

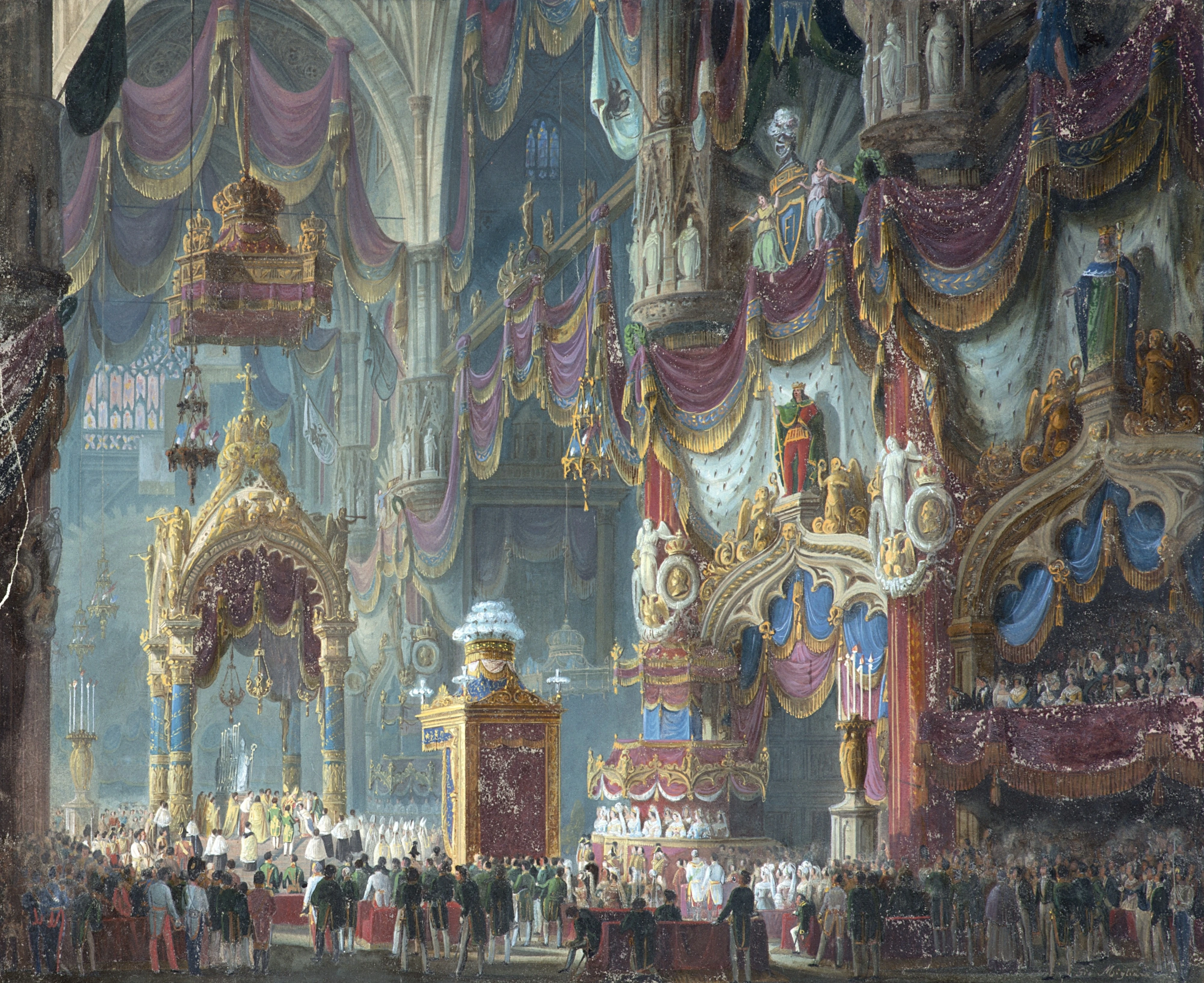
L'interno del Duomo di Milano parato a festa in occasione dell'incoronazione di Ferdinando I a Re del Lombardo-Veneto nel 1838.

Seguendo il modello caro a Luigi XIV di Francia il patriziato (in particolare lombardo) viveva di feste ed eventi mondani che si tenevano al Palazzo Reale, e i rappresentanti dell'aristocrazia venivano sommersi di cariche (anche se di secondo piano) e di onorificenze, per essere legati sempre più all'amministrazione austriaca.
Sempre agli italiani era inoltre riservata la direzione dei teatri più importanti del Regno come quello alla Scala di Milano o La Fenice di Venezia. La sapiente direzione di questi importanti mezzi di comunicazione per l'epoca e la complicità dei direttori, permisero indirettamente e direttamente il passaggio anche dei messaggi che furono fondamento dei moti patriottici per la liberazione d'Italia, che videro impegnato primo tra tutti Giuseppe Verdi che non a caso fece rappresentare alcune delle proprie opere a Milano e a Venezia. A teatro l'aristocrazia sfogava la propria impossibilità di farsi notare al governo con l'acquisto dei posti più in vista e dei palchi più ricercati in prossimità delle autorità.

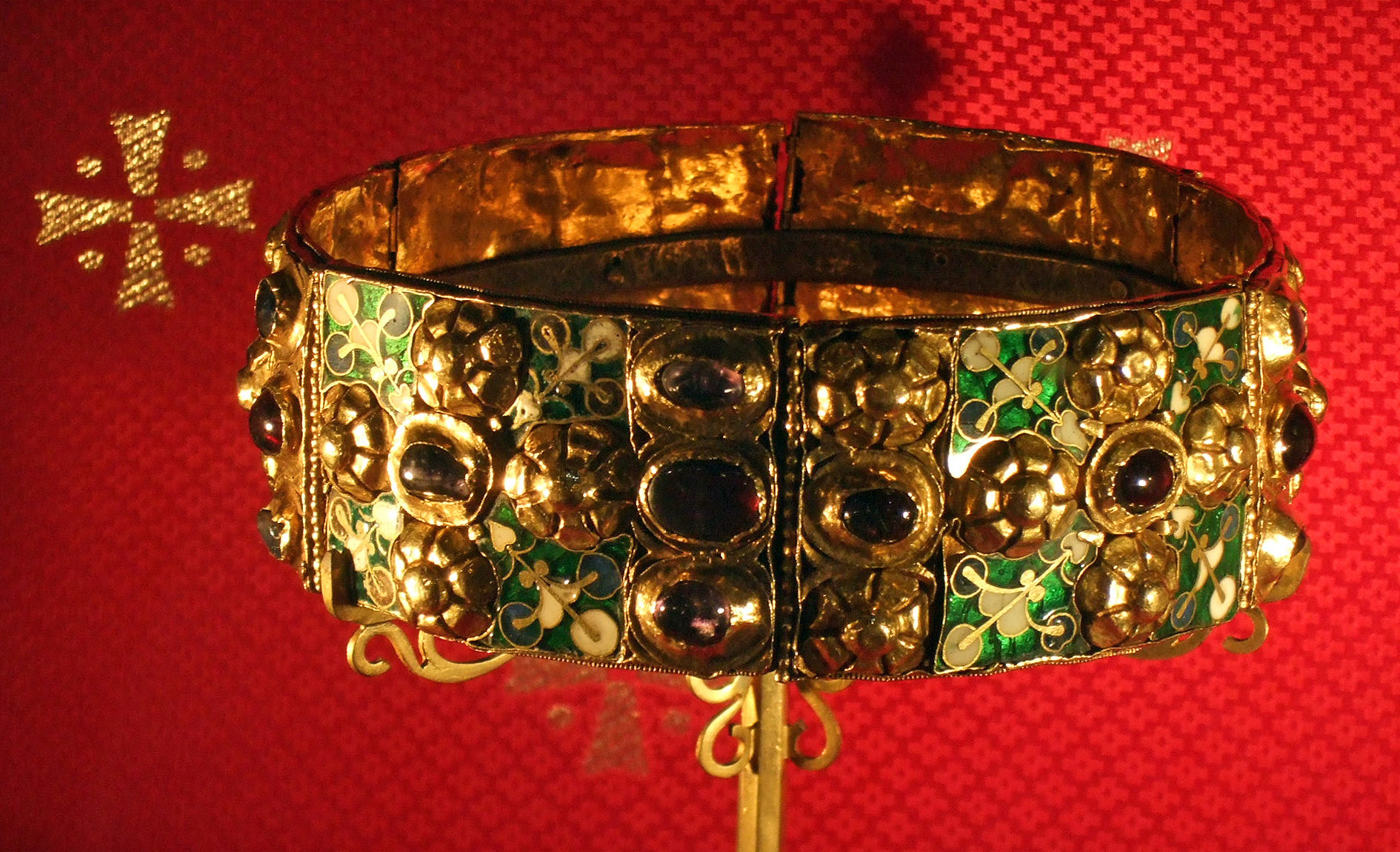
La Corona ferrea era la corona ufficiale del Regno Lombardo-Veneto.

Puntando sull'orgoglio degli italiani, va anche detto che il governo austriaco fece di tutto per rivalutare il passato glorioso delle tradizioni dell'area lombardo-veneta: fu così che, seguendo quanto fatto da Napoleone per il suo Regno d'Italia, la Corona ferrea venne mantenuta quale simbolo della regalità nel Regno Lombardo-Veneto e prescelta quale corona ufficiale per le incoronazioni di ogni nuovo sovrano, che si svolgevano nel Duomo di Milano. Per commemorare l'importanza di queste glorie, venne istituito inoltre il mantenimento del napoleonico Ordine della Corona ferrea, che venne concesso in prevalenza a italiani per ricompensarli delle loro benemerenze verso l'amministrazione austriaca.
Leggendo l'opera "Memorie della guerra d'Italia degli anni 1848-1849" scritte dal generale austriaco Karl Schönhals, si può capire come mai l'amministrazione asburgica diffidasse dell'alta aristocrazia italiana. Il generale austriaco infatti scrive
"'La lingua nell'insegnamento e negli uffici era l'italiana, dal gabinetto del Viceré fino al Commissario distrettuale, dal Presidente del supremo Senato di giustizia fino al Pretore. L'impiegato tedesco che desiderava percorrere la sua carriera in Italia doveva imparar prima la lingua di quel paese. Un'egual condizione non era imposta all'impiegato italiano. Meno poche eccezioni, tutti gli impieghi governativi e giudiziari erano occupati da Italiani, pochissimi fra i quali avevano cognizione dell'idioma tedesco. Quindi la necessità di nominar dappertutto interpreti giurati. S'è udita spesso la lagnanza che l'Italiano non potesse pervenire ai superiori ordini della gerarchia degli impieghi; ma quella lagnanza era falsa e priva di fondamento. Tutti i gradi erano a lui accessibili, ed il gran numero di nomi Italiani che si riscontrano percorrendo l'Almanacco Imperiale, chiaro dimostra ch'essi erano tra i preferiti. Nulladimeno chi conosce la ripugnanza, in ispecie delle elevati classi italiane, contro tutto quanto chiamasi servizio dello Stato, e quanto poca disposizione posseggano per gli studi severi, comprenderà di leggieri come l'Austria non potesse scegliere tra la nobiltà italiana i suoi governatori, i suoi presidenti di tribunali, i suoi generali. Si scorrano le matricole di Pavia e Padova, e si vedrà se in quelle s'incontri un nome distinto. I teatri e i caffè non sono luoghi nei quali si educhino gli uomini di Stato, e il faticoso ascendere sulla scala degli impieghi non è cosa fatta pel ricco italiano" concludendo con "Noi nol biasimiamo perciò, ma a sua volta non accusi lo Stato di offesa al sentimento nazionale, di parzialità e di noncuranza".
In queste poche righe emerge chiaramente il motivo principale per cui poche volte venne nominato un alto funzionario aristocratico di lingua italiana; il governo austriaco studiava gli ambienti dell'aristocrazia italiana e riteneva non positivi per un buon governo le abitudini dei ceti elevati.

### La controversa questione della stabilità politica

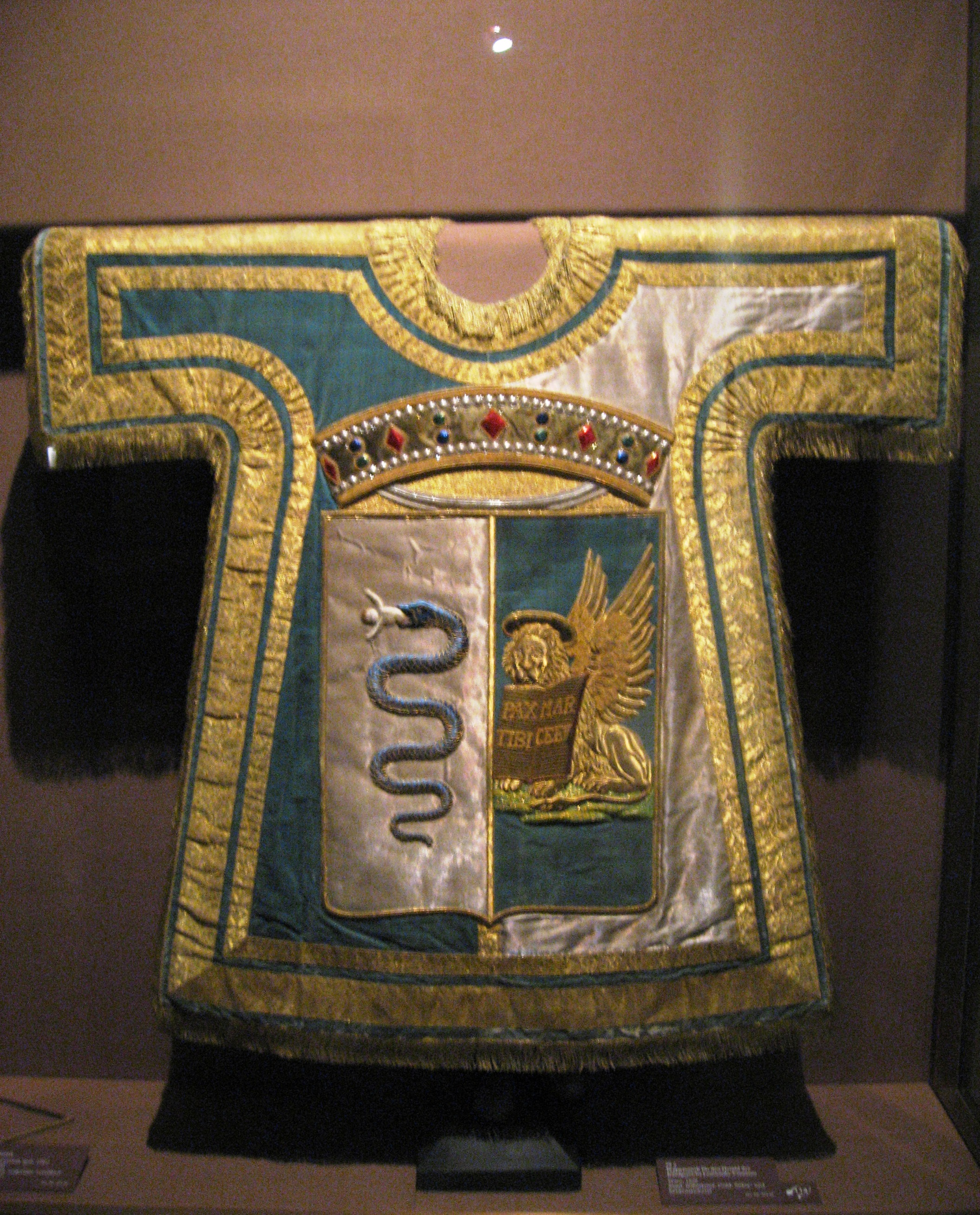
Casacca cerimoniale da araldo del Regno Lombardo Veneto, 1838, Museo del Tesoro Imperiale di Vienna.

L'atteggiamento della popolazione del Regno Lombardo-Veneto è argomento ancora oggi molto dibattuto e sul quale occorre consultare fonti di entrambe le parti per poter avere un quadro il più completo possibile.
Indubbiamente un punto a favore per il governo austriaco fu l'allentamento della leva militare obbligatoria (introdotta nel Regno d'Italia napoleonico), che aveva portato a una drastica diminuzione del numero di diserzioni. Nel Regno Lombardo-Veneto infatti venivano chiamati circa 6.300 (numero molto inferiore rispetto a quelli boemi o austriaci) uomini per ogni milione di abitanti selezionati per estrazione e per i quali era possibile esentarsi dal servizio militare secondo alcuni criteri. Nonostante ciò gli italiani che si trovarono di stanza nel Regno Lombardo-Veneto ai comandi di Radetzky alla vigilia delle rivolte e delle guerre del 1848 furono il 33% dell'esercito, formando così il gruppo etnico dominante.
È appurato abbastanza all'unanimità che le élite lombarde e venete (con l'esclusione di quelle austriacanti) contribuirono al sostegno delle guerre di indipendenza.
La stabilità delle campagne è, al contrario, argomento piuttosto controverso. Molto spesso vengono riportati episodi di resistenze dei ceti contadini nei confronti dell'autorità imperiale, ma, se si analizzano testi di fonte austriaca non spiccatamente di parte, si dipinge un quadro sensibilmente differente. Il già citato Schönhals scrive infatti, a proposito delle rivolte del 1848, che "La maggior parte dei così detti coloni era anzi affezionata al governo, appo il quale aveva spesso trovato protezione contro i suoi oppressori". Prosegue: "Una tal cosa si mostrò chiara più tardi alla venuta dei Piemontesi; nella loro invasione essi non trovarono che scarsa simpatia fra gli abitanti della campagna, sì che fortemente si lagnarono d'essere stati ingannati intorno allo spirito ed alle intenzioni del contadino".
Vi è poi una personale considerazione su come le truppe imperiali venivano accolte dalle popolazioni rurali "Mano mano che noi ci avanzavamo eravamo accolti assolutamente come liberatori. Non era quello il contegno di un popolo che sa d'esser colpevole, e che teme il castigo dei vincitori; era la gioia d'essere liberato da un giogo che gli era stato imposto sotto il nome di libertà, e che in un periodo di quattro mesi gli costò più che non l'antico suo governo in un anno. Era una popolazione che conosceva la giustizia e la clemenza del legittimo suo governo, ed in esso fidando n'attendeva indulgenza e perdono.".

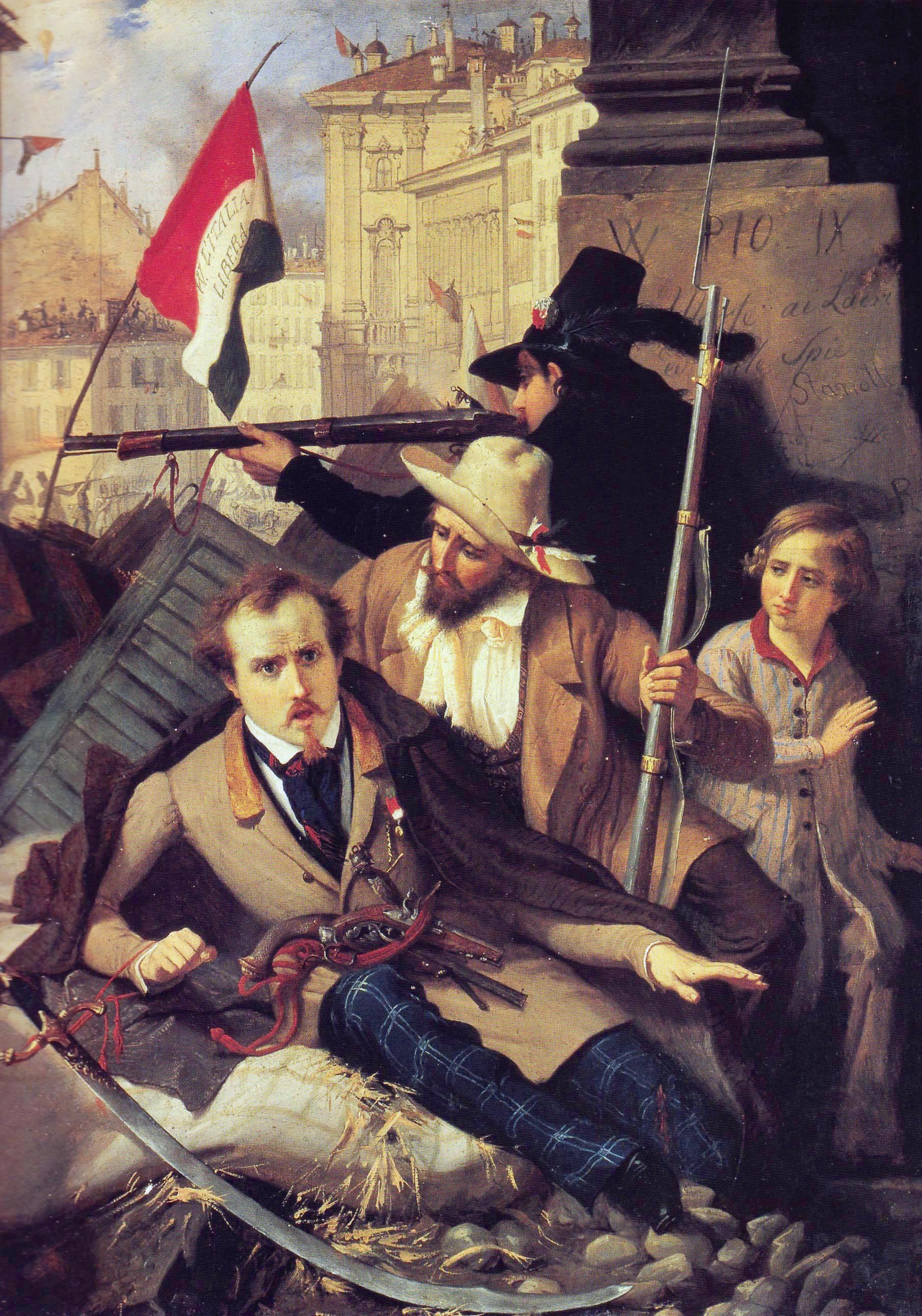
Baldassare Verazzi, Episodio delle cinque giornate di Milano, Museo del Risorgimento, Milano

Questi estratti troverebbero conferme nei numerosi testi di rivalutazione storica della figura di Josef Radetzky (simbolo del governo austriaco nel Lombardo-Veneto) il quale secondo molti storici e revisionisti (come ad esempio Alessandro Luzio) godeva di particolare rispetto da parte delle popolazioni rurali. Atteggiamenti di questo tipo sono testimoniate anche dai diari di guerra di alcuni generali sabaudi. Tutto ciò sarebbe coerente con la proposta di creare una milizia contadina nel Lombardo-Veneto per consolidare la fiducia tra governo e campagna.
In questi casi occorre essere sempre cauti e non abbandonarsi a generalizzazioni, ma si potrebbe concludere che, in linea di massima, a favore del governo austriaco vi furono le popolazioni rurali, ovvero la maggioranza della popolazione totale, e l'alta aristocrazia "austriacante". Si trovarono invece contro buona parte dell'alta borghesia e della piccola-media nobiltà che, anche a causa della mancata distinzione giuridica in classi sociali nel Lombardo-Veneto, si vedeva privata di possibilità di affermarsi nella gestione della società.

### Riduzione e cessazione del Regno
Il 22-23 marzo 1848 al termine delle Cinque giornate di Milano, gli Austriaci vennero cacciati da Milano e da Venezia. I due Consigli di Governo furono sostituiti dall'auto-proclamato Governo provvisorio di Milano e dalla restaurata Repubblica di San Marco.
Il 9 agosto 1848 con l'Armistizio Salasco, seguito alla vittoria austriaca del 24-25 luglio a Custoza sulle truppe piemontesi, terminò la prima fase della prima guerra di indipendenza: Milano venne rioccupata e il Governo Provvisorio di Lombardia venne sciolto. Il 22-23 marzo 1849 Carlo Alberto venne di nuovo sconfitto a Novara e abdicò in favore di Vittorio Emanuele II di Savoia. Il successivo 24 agosto, dopo un lungo assedio, Venezia si arrese agli Austriaci.
Il Regno Lombardo-Veneto sopravvisse formalmente alla perdita della Lombardia (con l'eccezione di Mantova, come stabilito dai termini della Pace di Zurigo) al termine della seconda guerra di indipendenza nel 1859 che ebbe come conflitto decisivo la battaglia di Solferino e San Martino, per poi scomparire definitivamente nel 1866, al termine della terza guerra di indipendenza con l'annessione del Veneto, della provincia di Mantova e del Friuli al Regno d'Italia sancita dal Trattato di Vienna e sottoposta al plebiscito popolare.

## Società

Densità per provincia

### Evoluzione demografica
Con 5 159 247 abitanti nel 1857, il Regno Lombardo-Veneto era il secondo paese della penisola italiana per popolazione dopo il Regno delle Due Sicilie; la sua densità demografica era di 107,45 abitanti per chilometro quadrato, più alta rispetto a quella duo siciliana. Il tasso di crescita demografica annuo era di circa lo 0,72% ed era più elevato in Lombardia che in Veneto. Al tempo della sua fondazione il regno era abitato da 4 124 938 persone che aumentarono di circa un milione nell'arco della reggenza austriaca di Lombardia e Veneto.
La Lombardia era la regione più popolosa del regno, in particolare nel 1857 aveva 2 865 518 di abitanti, di cui circa il 31,2% aveva un'età inferiore ai 15 anni. La città più popolosa della regione e del regno era Milano che con i suoi 121 600 abitanti del 1815 crebbe fino ad arrivare ai 183 961 del 1859, la seconda più popolosa era Brescia con 32 911 abitanti nel 1825 e nello stesso anno le città che superavano i ventimila abitanti erano: Bergamo, Cremona, Mantova e Pavia. La provincia di Bergamo era la più estesa della Lombardia, seguita da quella di Sondrio che però aveva la densità più ridotta tra le province del regno, al contrario di quella di Milano che era la più densamente abitata.
Il Veneto nel 1857 aveva 2 293 729 abitanti, di cui circa il 34,3% aveva un'età inferiore ai 15 anni e il 7,5% un'età superiore ai 60 anni. La città più popolosa della regione era Venezia, la cui popolazione rimase abbastanza stabile passando dai 109 927 abitanti del 1825 ai 118 172 del 1857. Nel 1825 la seconda città più popolosa della regione e terza del regno era Verona con circa 60 000 abitanti seguita da Padova, 47 000 abitanti, e Vicenza, 30 000 abitanti. La provincia di Udine era la più estesa del regno avendo una superficie quasi doppia rispetto a quella di Bergamo. La provincia di Belluno era la meno densamente abitata e così come quella di Sondrio era per la maggior parte costituita da terreni montuosi.

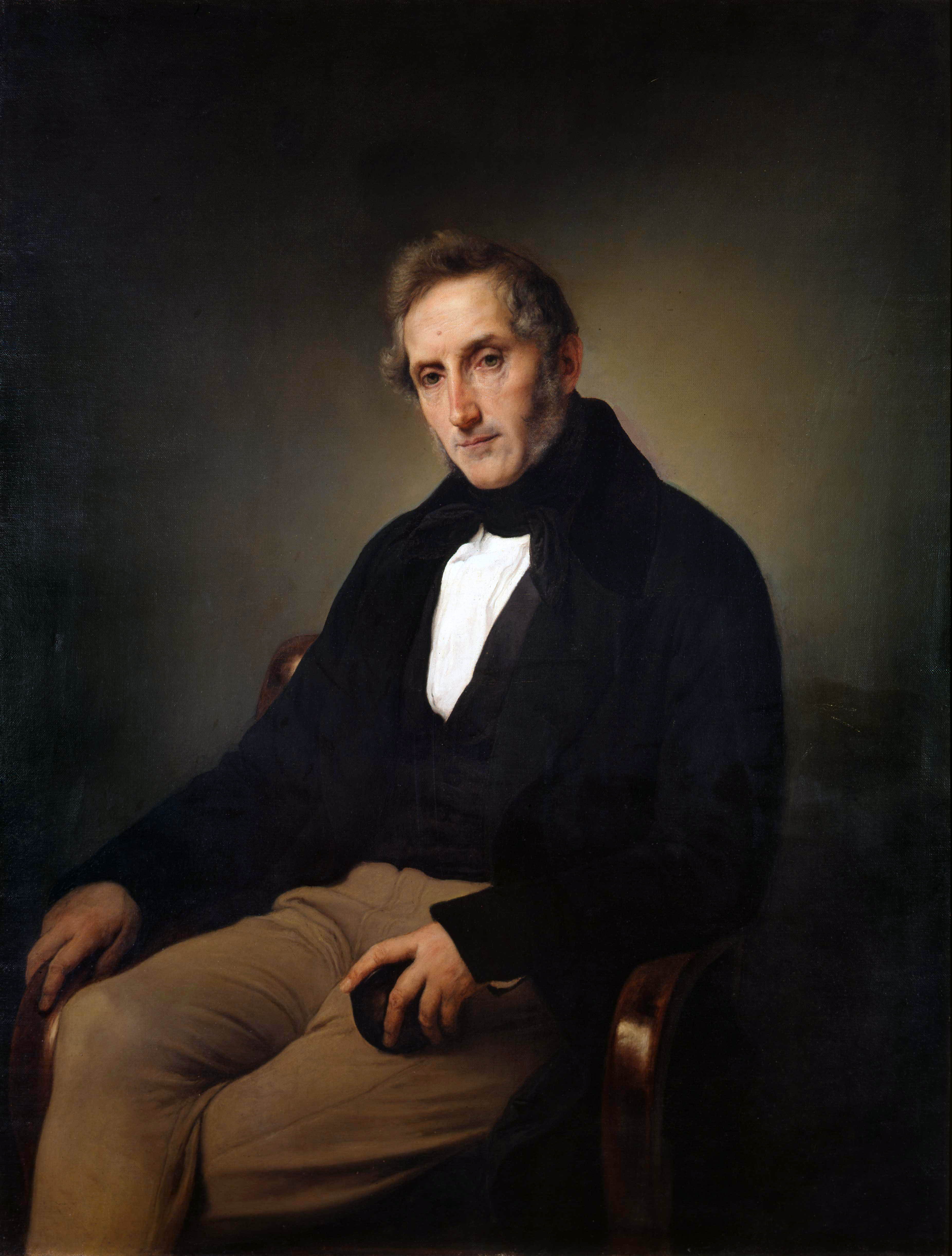
Alessandro Manzoni

### Lingue
L'italiano era la lingua ufficiale del Regno Lombardo-Veneto ed era utilizzata nell'insegnamento e in tutte le corrispondenze ufficiali interne al regno: infatti se un tedesco avesse voluto ricoprire qualche carica all'interno del regno avrebbe dovuto imparare l'italiano e spesso erano assunti degli interpreti. L'italiano però non era obbligatorio nelle comunicazioni tra regno e Impero austriaco, che invece avvenivano in tedesco, inoltre la popolazione italiana si lamentava del fatto che per aumentare il proprio grado all'interno dell'amministrazione statale fosse necessario imparare il tedesco. Questa lingua ufficiale, usata solo dalle classi più abbienti, ebbe seguito anche dal punto di vista letterario il cui massimo esponente fu Alessandro Manzoni, il quale usò l'italiano per la scrittura de I promessi sposi in quanto non c'era una grande disparità tra la lingua parlata e quella scritta.
In Lombardia la popolazione parlava abitualmente i diversi dialetti della Lingua lombarda: nelle province di Milano, Pavia, Lodi, Cremona e Como era diffuso il dialetto milanese in tutte le sue varianti. Questo dialetto in particolare ebbe anche una vasta produzione letteraria di cui massimi esponenti sono Carlo Porta e Tommaso Grossi. Nelle province di Bergamo e Brescia invece erano parlati i dialetti lombardi orientali, fonologicamente distinti da quelli occidentali, mentre in provincia di Mantova era parlato il mantovano, dialetto della lingua emiliana.
In Veneto era diffusa la lingua veneta che in molte province era parlata con la mescolanza dei termini lombardi in particolare in provincia di Padova dove il veneto sente molto dell'influsso della lingua lombarda. La lingua veneta era utilizzata anche per le produzioni letterarie, in particolare erano ancora molto diffuse le commedie settecentesche di Carlo Goldoni. In provincia di Vicenza nell'altopiano dei Sette Comuni era diffuso il cimbro, infine erano diffuse due lingue retoromanze, in provincia di Belluno il ladino mentre in Friuli il friulano.

### Religione

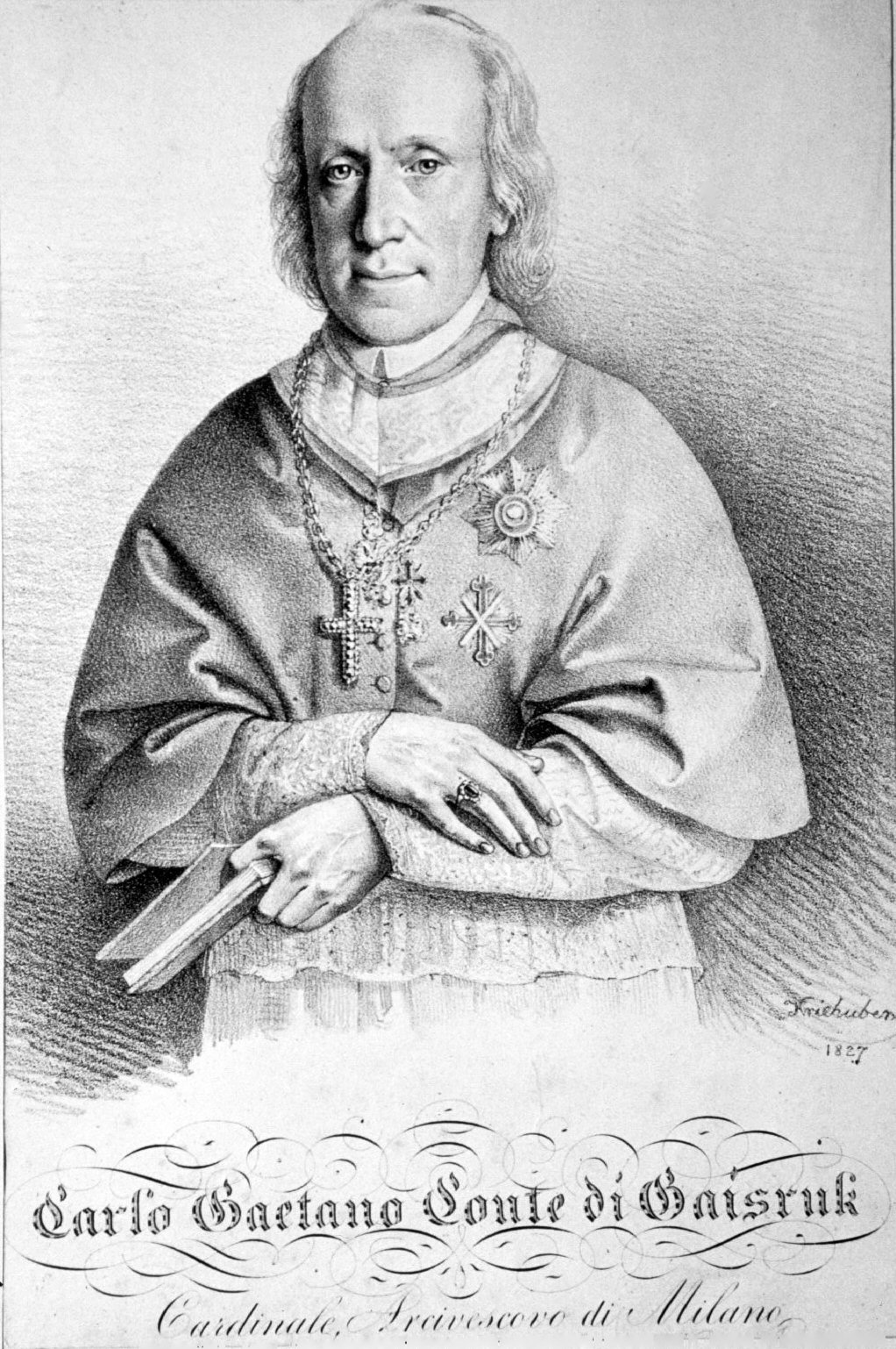
L'arcivescovo di Milano Karl Kajetan von Gaisruck, eletto su pressione di Francesco I.

Nel Regno Lombardo-Veneto la religione più diffusa era la fede cristiana cattolica, che era stata dichiarata religione ufficiale dello Stato, ma nonostante ciò erano tollerati anche gli altri culti. La Chiesa cattolica nel regno era organizzata in Lombardia con l'arcidiocesi di Milano, che contava otto diocesi suffraganee e in Veneto con il patriarcato di Venezia e le sue dieci diocesi. Nella diocesi di Milano e in parte di quella di Bergamo era praticato il rito ambrosiano, mentre nelle altre il rito romano.
A Milano il cattolicesimo, a ogni modo, aveva pesantemente risentito delle riforme apportate da Giuseppe II alla fine del Settecento, il quale aveva soppresso molti conventi e monasteri nel tentativo di incamerare i beni della chiesa nelle casse statali dell'allora Ducato di Milano. La nuova politica austriaca consistette quindi in una parziale e formale riconciliazione con la chiesa milanese, alla quale vennero concessi nuovi onori e privilegi da potere esercitare come ad esempio la presidenza spirituale dell'Ordine della Corona ferrea. Non mancarono a ogni modo le pesanti pressioni d'influenza anche nell'ambito ecclesiastico appena dopo la costituzione del Regno: a Milano, ad esempio, nel 1818 venne eletto arcivescovo l'austriaco Karl Kajetan von Gaisruck che rimase in carica sino al 1846, governando la diocesi per una buona parte della vita del neonato Regno Lombardo-Veneto.
Fra le religioni minoritarie erano presenti diverse altre confessioni cristiane, in modo particolare ortodossi e protestanti, che avevano le loro chiese all'interno del regno. La minoranza religiosa più ampia era quella ebraica, che nel 1825 contava circa 5600 individui, circa lo 0,13% della popolazione, ed era prevalentemente localizzata nel ghetto di Venezia.

## Economia

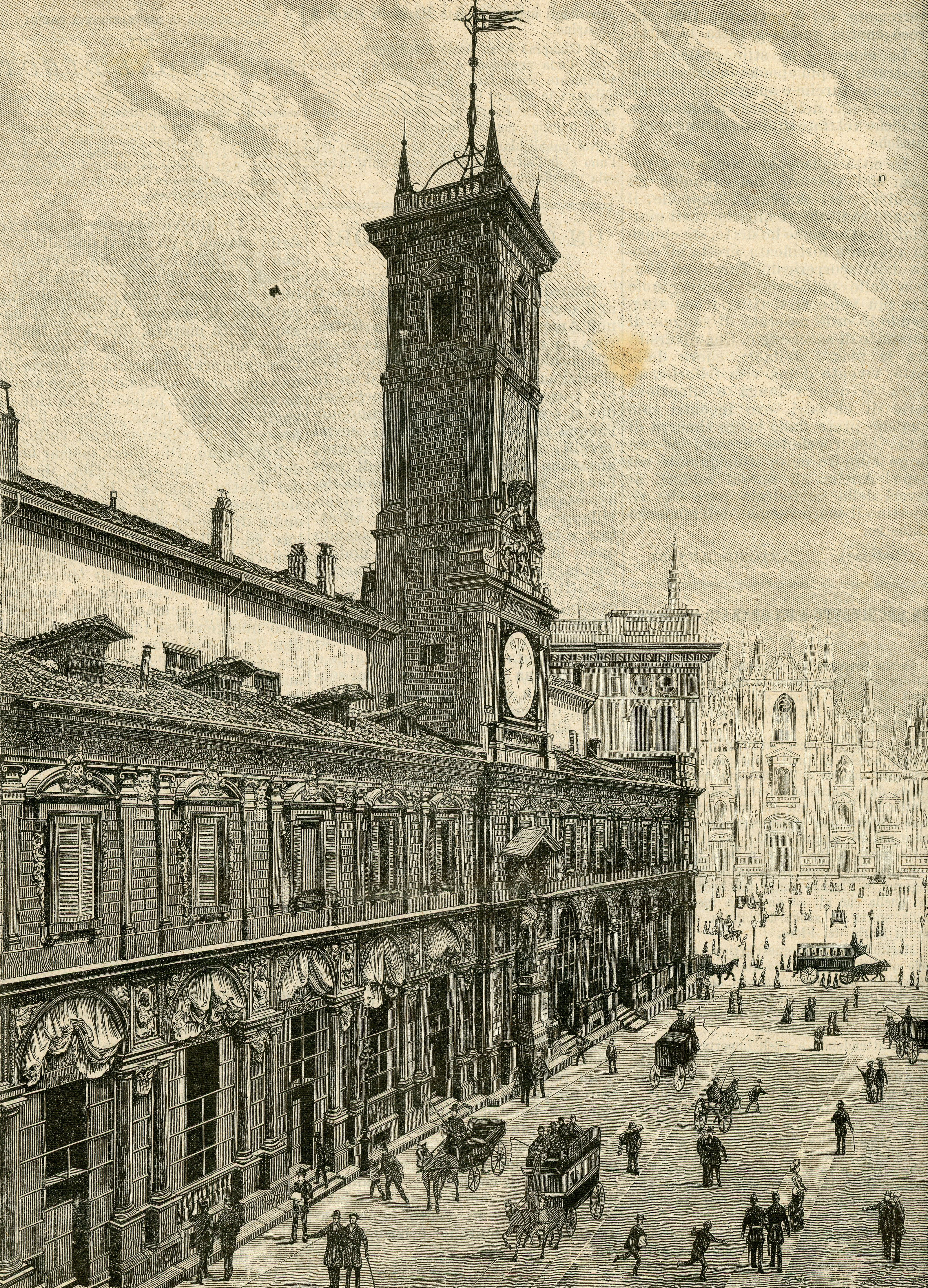
Palazzo dei Giureconsulti, all'epoca sede della Borsa di Milano

L'economia del Regno Lombardo-Veneto dalla sua fondazione è stata sommariamente imperniata attorno all'agricoltura. Le coltivazioni essenziali, che consentivano il sostentamento dello Stato e le esportazioni, consistevano in frumento, orzo, segale e soprattutto riso.
Nella stessa città di Milano, inoltre, era molto attivo il commercio legato alle grandi industrie produttive e manifatturiere, comprese i calzaturifici e le fonderie di metalli. A Venezia era invece assai diffusa la pesca e le attività di produzione delle navi in quanto la città, assieme a Trieste, rappresentava il porto principale dell'Impero austriaco e l'unico grande sbocco verso il Mar Mediterraneo.
La maggiore piazza commerciale del regno era la Borsa di Milano, confermata con un decreto imperiale del maggio 1816, era gestita dai sindaci di borsa le cui nomine erano effettuate dalla Camera di commercio. L'attività della borsa iniziò a consolidarsi dopo il 1830, quando il commercio serico ebbe una grande crescita e a seguito della nascita delle moderne reti di trasporto e di comunicazione. Nel 1832 erano trattati quattro titoli del debito pubblico, che crebbero a sette nel 1841, infine nel 1858 oltre a otto titoli del debito pubblico apparve il primo titolo azionario, quello della società ferroviaria LVCI. Le merci nazionali maggiormente trattate nella borsa erano le sete seguite da filati, prodotti caseari, grano e metalli. Le merci estere invece erano costituite per la maggior parte da merci coloniali quali lo zucchero, il caffè e le spezie.
Per quanto riguarda le entrate per tassazione, il volume 32 degli Annali universali di statistica (1832), cita i dati statistici di uno studio di Adriano Balbi del 1830, secondo il quale l'ammontare delle rendite è riassumibile in questa tabella:
| Quadro statistico dei vari stati d'Italia di A. Balbi 1830 | Quadro statistico dei vari stati d'Italia di A. Balbi 1830 | Quadro statistico dei vari stati d'Italia di A. Balbi 1830 | Quadro statistico dei vari stati d'Italia di A. Balbi 1830 |
| Territorio                                                 | Popolazione                                                | Esercito                                                   | Rendita (in franchi)                                       |
| ---------------------------------------------------------- | ---------------------------------------------------------- | ---------------------------------------------------------- | ---------------------------------------------------------- |
| Regno Lombardo-Veneto                                      | 4.930.000                                                  | 5.000                                                      | 122.000.000                                                |
| Regno delle due Sicilie                                    | 7.420.000                                                  | 30.000                                                     | 84.000.000                                                 |
| Regno di Sardegna                                          | 3.800.000                                                  | 23.000                                                     | 60.000.000                                                 |
| Stato Pontificio                                           | 2.590.000                                                  | 6.000                                                      | 30.000.000                                                 |
| Granducato di Toscana                                      | 1.275.000                                                  | 4.000                                                      | 17.000.000                                                 |

### Trasporti

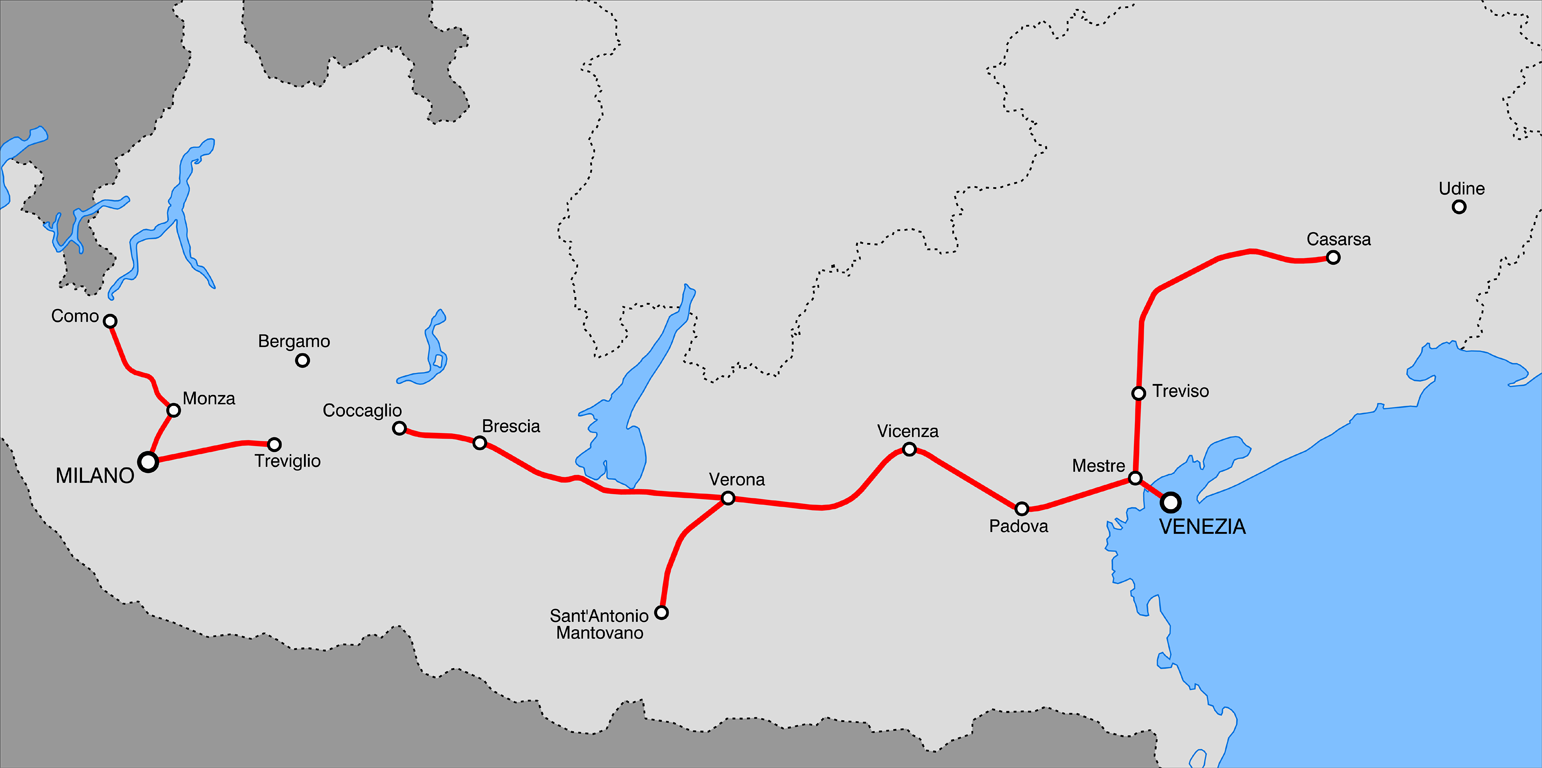
Rete ferroviaria del Regno Lombardo-Veneto nel 1856

Dagli studi condotti già all'epoca, apprendiamo che il Regno Lombardo-Veneto si trovava all'avanguardia anche nel campo dei trasporti e delle linee di comunicazione, in particolare se rapportato per l'epoca ad altri stati della Penisola.
Rilevanti erano stati gli sforzi compiuti per la realizzazione delle strade ferrate che tra Lombardia e Veneto coprivano una distanza notevole, che poneva il grande stato di dipendenza austriaca secondo solo al Regno di Sardegna, ove, grazie all'impulso del primo ministro Cavour, tale opera evolutiva era incominciata alcuni anni prima.
La tratta ferroviaria Novara-Milano venne inaugurata nel maggio del 1859 dopo il frutto di lunghe trattative di collaborazione nei costi tra il Regno di Sardegna e la Lombardia, anche se meno di un mese dopo il milanese sarebbe stato conquistato da Vittorio Emanuele II con la Battaglia di Magenta che avrebbe direttamente coinvolto questa ferrovia per l'invasione del territorio austriaco da parte dei piemontesi.
Altro mezzo di trasporto abbondantemente utilizzato nel Regno Lombardo-Veneto (data anche la presenza di grandi corsi d'acqua) era il trasporto per mezzo di barche. Le corriere operavano regolarmente lungo il Naviglio Grande e gli altri navigli minori in Lombardia, collegando buona parte della periferia con la Darsena di Milano, mentre a Venezia i traghetti collegavano le isole della laguna tra loro e con la costa illirica.

## Amministrazione: re, viceré e governatori

### Cariche essenziali di governo

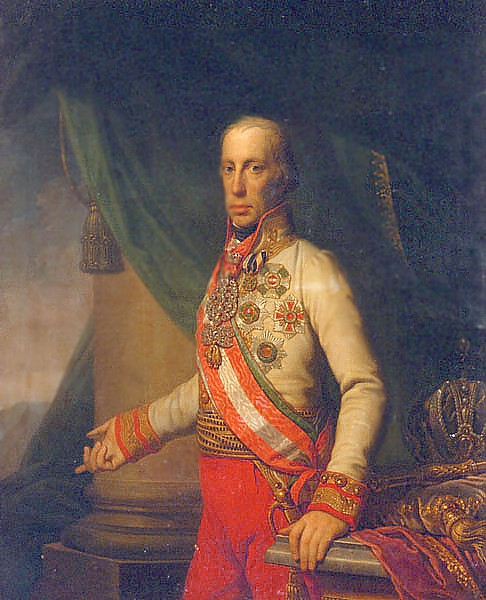
L'Imperatore Francesco I d'Austria, primo Re del Regno Lombardo-Veneto.

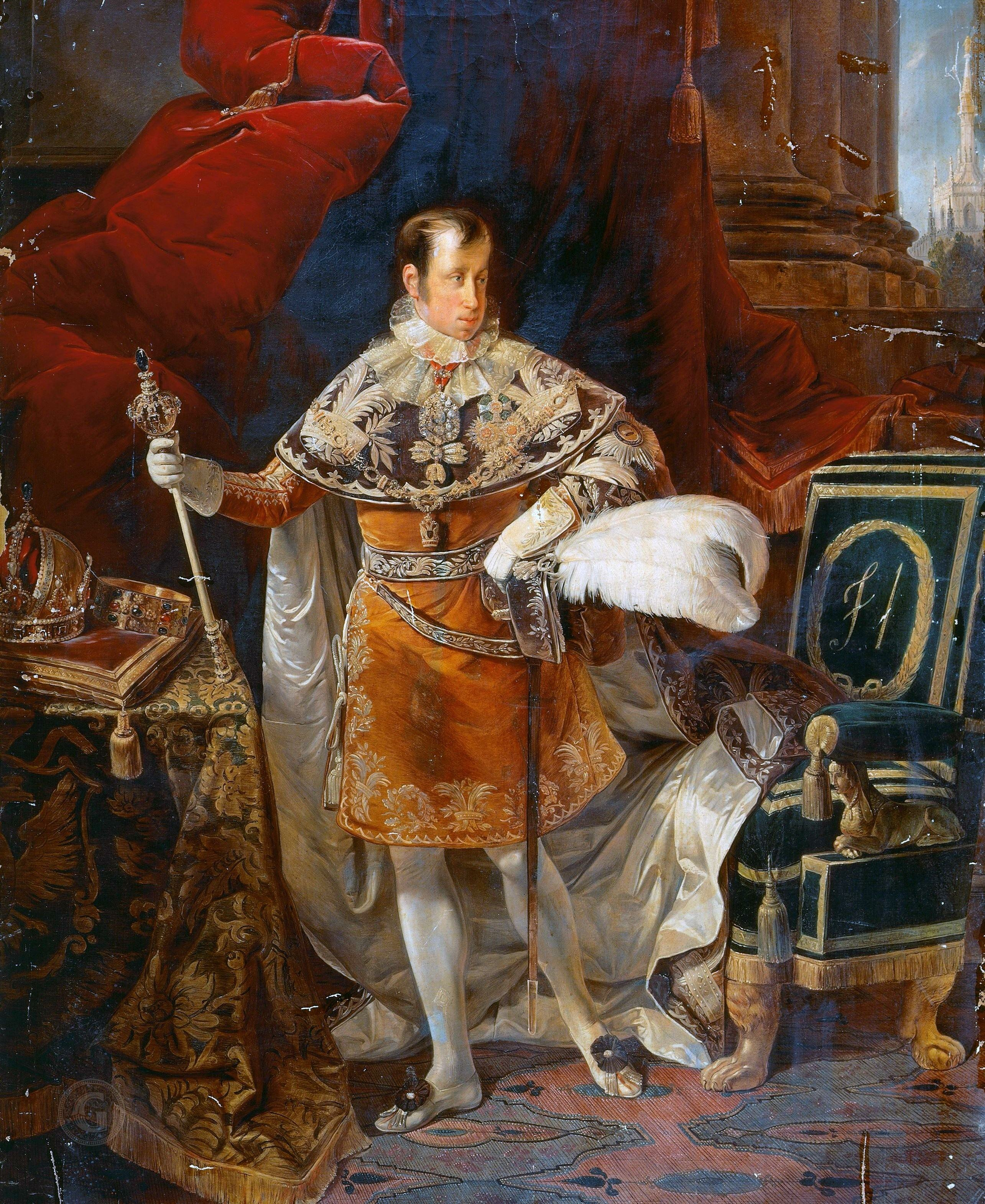
L'Imperatore Ferdinando I d'Austria con le vesti di Gran maestro dell'Ordine della Corona ferrea di Giuseppe Molteni, 1837. Si noti sul cuscino a sinistra la Corona ferrea a fianco della Corona imperiale d'Austria.

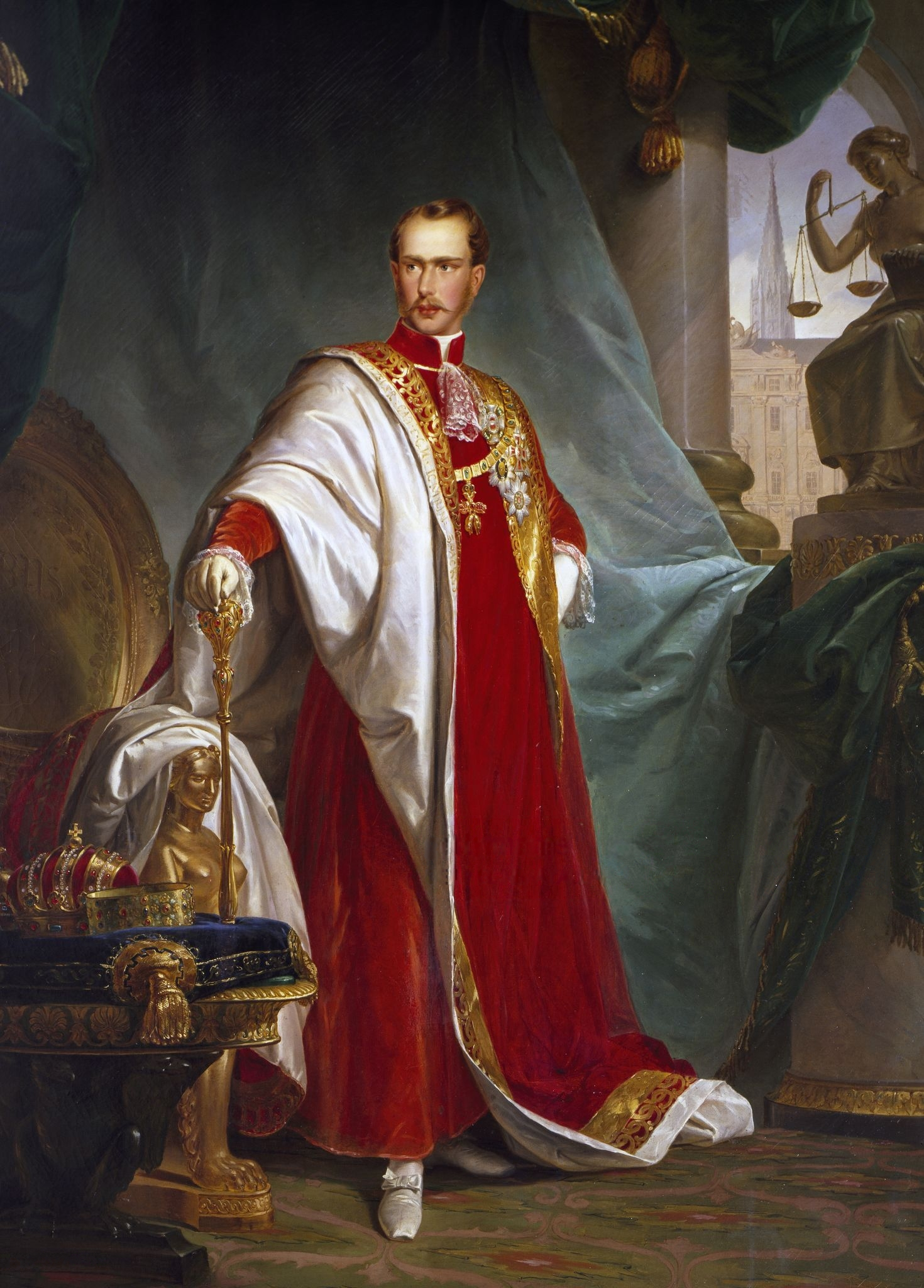
L'imperatore Francesco Giuseppe, re del Lombardo-Veneto dal dicembre 1848, in un dipinto del 1853 con le vesti dell'Ordine del Toson d'oro.

Il governo del Regno Lombardo-Veneto era strutturato secondo una precisa situazione gerarchica che comprendeva poche cariche effettive accentratrici del potere e molte cariche quasi puramente onorifiche.
Sovrano dello Stato era l'imperatore d'Austria, che aveva il titolo di re di Lombardia e di Venezia , ma egli, risiedendo a Vienna (capitale dell'intero Impero), governava attraverso un proprio sottoposto o viceré, il quale come abbiamo detto aveva una rappresentanza solo formale, in quanto egli risiedeva prevalentemente alla corte viennese.
A reggere i rapporti tra governo centrale e Stato dipendente erano due Governatori, rispettivamente uno per la Lombardia con sede a Milano (Governo di Milano) e uno per il Veneto con sede a Venezia (Governo di Venezia). A ciascun governatore sottostava un Vicepresidente di governo, il quale aveva funzione di operare in assenza del governatore, al quale seguiva un Imperial Regio Consigliere Aulico prescelto dall'imperatore, con il compito di vigilare sull'operato di governatore e vicepresidente di governo.
A queste prime cariche seguivano gli Imperial Regi Consiglieri di Governo che avevano il compito di coadiuvare il governatore nell'amministrazione fisica dello Stato assegnatogli, ed erano solitamente nel numero di nove per Lombardia e nove per il Veneto. A questi facevano seguito gli Imperial Regi Segretari di Governo e altre cariche minori di cancelleria e amministrazione spicciola.
Seguivano quindi le Imperial Regie Delegazioni Provinciali che vantavano un delegato e un vice-delegato per ogni provincia del regno, sia in Lombardia sia in Veneto. Tali delegazioni raccoglievano di fatto le questioni dei comuni minori e le portavano a conoscenza del governo.

### Sovrani
Sul trono del Lombardo-Veneto si sono succeduti i seguenti sovrani:
- 1815-1835: Francesco I d'Asburgo Lorena
- 1835-1848: Ferdinando I d'Asburgo Lorena
- 1848-1866: Francesco Giuseppe I d'Asburgo Lorena

### Viceré
I vari sovrani hanno regnato attraverso i seguenti viceré:
- 20 aprile 1814 - 7 aprile 1815: governatore generale principe Heinrich von Reuss zu Plauen [N 6]
- 7 aprile 1815 - 7 marzo 1816: luogotenente generale conte Heinrich Johann Bellegarde[N 7]
- 7 marzo 1816 - 3 gennaio 1818: arciduca Antonio Vittorio d'Asburgo-Lorena
- 3 gennaio 1818 - 8 giugno 1848: arciduca Ranieri Giuseppe d'Asburgo-Lorena
- 25 ottobre 1849 - 6 settembre 1857: governatore generale maresciallo conte Josef Radetzky[N 8]
- 6 settembre 1857 - 20 aprile 1859: arciduca Massimiliano d'Asburgo-Lorena
- 20 aprile - 16 giugno 1859: governatore generale maresciallo conte Ferencz Gyulai von Maros-Nemeth und Nadaska[N 9]
- 16 giugno - 1º agosto 1859: governatore generale maresciallo barone Heinrich von Hess[N 10]

### Governatori
I viceré hanno retto il Regno attraverso i seguenti governatori o luogotenenti:

#### Lombardia
- 28 aprile 1814 - 2 gennaio 1816: conte Heinrich Johann Bellegarde
- 2 gennaio 1816 - 24 febbraio 1818: conte Francesco Saurau
- 24 febbraio 1818 - 3 maggio 1830: conte Giulio Strassoldo di Sotto
- 10 maggio 1830 - dicembre 1840: conte Franz von Hartig
- dicembre 1840 - maggio 1841: conte Robert von Salm-Reifferscheidt-Raitz
- maggio 1841 - 18 marzo 1848: conte Johann Baptist Spaur
- 18 - 22 marzo 1848: conte Maximilian Karl Lamoral O'Donnell (in rappresentanza)
- 23 marzo 1848 - 11 luglio 1848: Governo provvisorio della Lombardia
- 11 luglio 1848 - 6 agosto 1848 occupazione della Lombardia da parte dei Sardo-piemontesi in corrispondenza del plebiscito di annessione
- 6 agosto - 1º settembre 1848: principe Felix von Schwarzenberg
- 1° - 24 settembre 1848: conte Franz Wimpffen (in rappresentanza)
- 25 settembre 1848 - 1849: conte Alberto Montecuccoli-Laderchi (in rappresentanza)
- 1849 - 1850: principe Karl Borromäus Philipp zu Schwarzenberg (in rappresentanza)
- 10 gennaio 1851 - 10 gennaio 1857: conte Michele Strassoldo-Grafenberg (con il titolo di luogotenente della Lombardia)
- 10 gennaio 1857 - 1859: barone Friedrich von Burger

#### Veneto
- 1815 - 1819: conte Peter Goëss
- 1819 - 1820: conte Ferdinand Ernst Maria von Bissingen-Nippenburg
- 1820 - 1826: conte Carlo d'Inzaghi
- 1826 - 1840: conte Johann Baptist Spaur
- 1840 - 22 marzo 1848: conte Aloys Pálffy de Erdöd
- 22 marzo 1848 - aprile 1848: conte Ferdinand Zichy zu Zich von Vasonykeöy (in rappresentanza)
- 23 marzo 1848 - 24 agosto 1849: coesistono l'autorità della rinata Repubblica di Venezia e dell'amministrazione austriaca
- aprile 1848 - 1849: conte Laval Nugent von Westmeath (in qualità di comandante militare, facente funzione di governatore civile)
- 24 agosto 1849 - ottobre 1849: generale Karl von Gorzowsky
- ottobre 1849 - 22 luglio 1850: barone Stanislaus Anton Puchner
- 22 luglio 1850 - febbraio 1855 cavaliere Georg Otto von Toggenburg-Sargans
- agosto 1855 - 6 febbraio 1860: conte Kajetan von Bissingen-Nippenburg
- 9 febbraio 1860 - 18 ottobre 1866: cavaliere Georg Otto von Toggenburg-Sargans (seconda volta)

## Geografia antropica e amministrazione

### Suddivisioni amministrative

Province del Regno lombardo-veneto

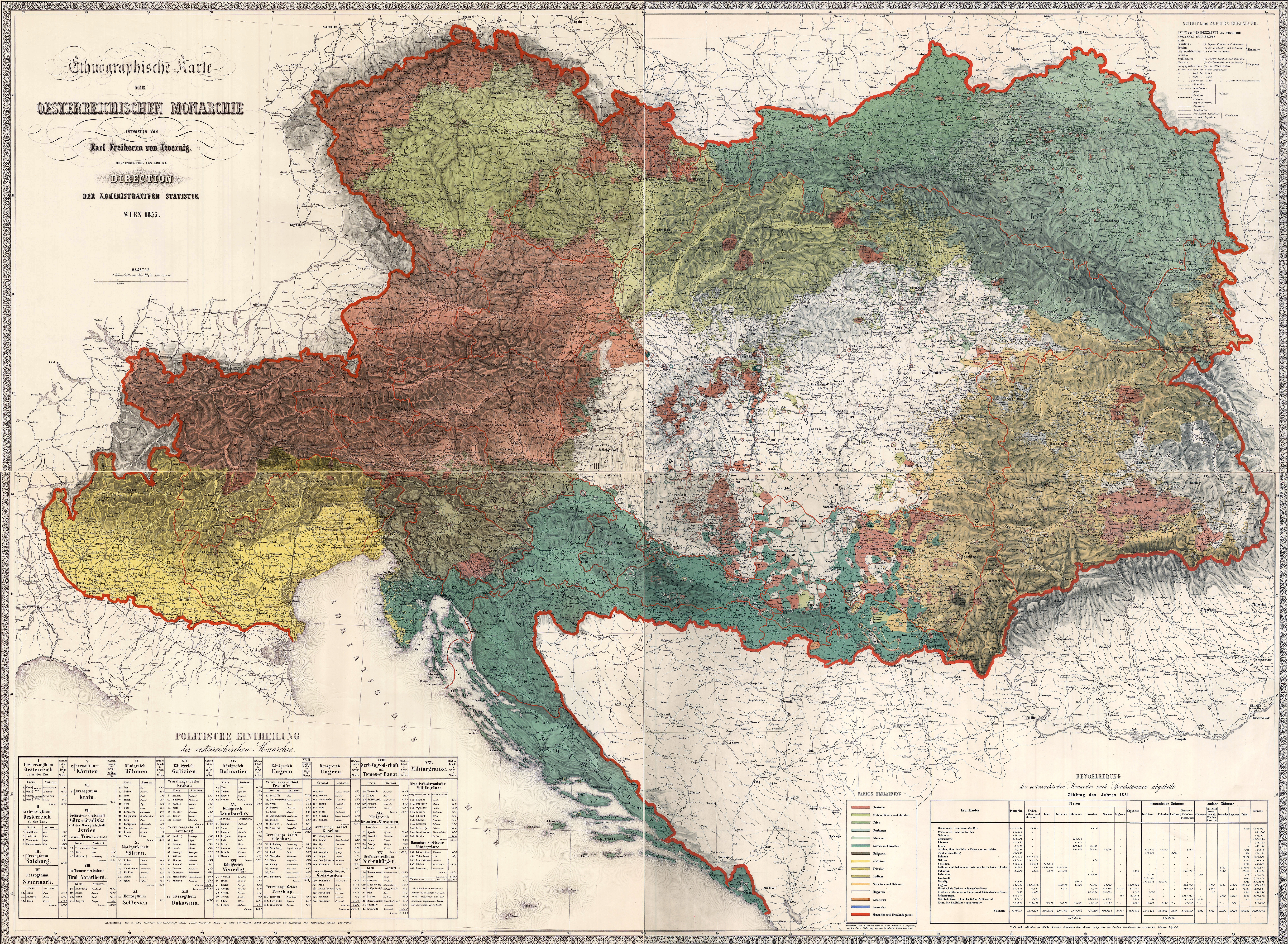
Mappa etnografica dell'Impero austriaco del 1855, con il Lombardo-Veneto.

L'unione fra le due regioni del regno era assai labile e così l'amministrazione reale del territorio fu affidata a due distinti Consigli di governo, facenti capo ai due governatori. Le classi agiate erano rappresentate nelle due congregazioni centrali, nominate dai governi su proposta delle stesse, che erano composte da un nobile e un possidente per ogni provincia, un borghese per ogni città, e il governatore quale membro e presidente di diritto.
I due governi della Lombardia e del Veneto erano suddivisi in diciassette province. Ciascuna provincia era retta da una delegazione provinciale, istituita per la prima volta il 1º febbraio 1816 e al cui capo era posto un regio delegato, che sostituiva il prefetto napoleonico. In ogni provincia era inoltre presente una congregazione provinciale, composta per metà da nobili e per metà da possidenti locali, nominati per sei anni dal governo su proposta delle autorità locali. I deputati provinciali erano proposti al governo dalla congregazione centrale la quale sceglieva sulla base di terne presentatele dalle città e dalla stesse congregazioni provinciali uscenti. Le prime nomine nel 1815 furono fatte direttamente dall'imperatore, mentre in seguito per rinnovi parziali triennali. Le congregazioni vennero sciolte durante il periodo di governo militare del regno fra il 1848 e il 1857. Le congregazioni erano composte da quattro o sei o otto deputati provinciali, più un deputato per ogni città, più il regio delegato in qualità di componente e presidente di diritto.
| Regione               | Provincia             | Capoluogo | Popolazione (ab.) | Superficie (km²) | Densità (ab./km²) |
| --------------------- | --------------------- | --------- | ----------------- | ---------------- | ----------------- |
| Lombardia             | Bergamo               | Bergamo   | 315 186           | 3 718            | 85                |
| Lombardia             | Brescia               | Brescia   | 323 738           | 3 251            | 100               |
| Lombardia             | Como                  | Como      | 335 060           | 3 409            | 98                |
| Lombardia             | Cremona               | Cremona   | 175 815           | 1 271            | 138               |
| Lombardia             | Mantova               | Mantova   | 239 436           | 1 535            | 156               |
| Lombardia             | Milano                | Milano    | 463 477           | 2 694            | 172               |
| Lombardia             | Lodi e Crema          | Lodi      | 197 532           | 1 918            | 103               |
| Lombardia             | Pavia                 | Pavia     | 146 368           | 1 372            | 107               |
| Lombardia             | Sondrio               | Sondrio   | 83 451            | 3 490            | 24                |
| Veneto                | Belluno               | Belluno   | 122 840           | 3 481            | 35                |
| Veneto                | Friuli                | Udine     | 350 974           | 7 323            | 48                |
| Veneto                | Padova                | Padova    | 290 514           | 2 238            | 130               |
| Veneto                | Rovigo                | Rovigo    | 135 625           | 1 165            | 116               |
| Veneto                | Treviso               | Treviso   | 232 732           | 2 002            | 116               |
| Veneto                | Venezia               | Venezia   | 249 157           | 2 883            | 86                |
| Veneto                | Verona                | Verona    | 277 849           | 3 847            | 72                |
| Veneto                | Vicenza               | Vicenza   | 297 547           | 2 317            | 128               |
| Regno Lombardo-Veneto | Regno Lombardo-Veneto | Milano    | 4 237 301         | 47 921           | 88                |

Ogni provincia era suddivisa in distretti, di cui centoventisette in Lombardia e novantuno nel Veneto. Ogni distretto era suddiviso in comuni, cellule di base dell'amministrazione pubblica. A seconda della loro popolazione i comuni potevano appartenere a tre classi differenti:
- comuni di I classe, con abitanti superiori alle 10 000 unità, capoluoghi controllati direttamente dalle delegazioni provinciali, avevano un consiglio comunale di non più di sessanta membri;
- comuni di II classe, con una popolazione compresa tra i 3 000 e i 10 000 abitanti, dotati di un consiglio comunale di almeno trenta membri, erano sottoposti a un cancelliere del censo
- comuni di III classe, con una popolazione inferiore ai 3 000 abitanti, erano diretti dall'assemblea dei proprietari che si riuniva una volta l'anno, alla presenza del cancelliere del censo, per nominare i funzionari e per approvare il bilancio e i tributi, mentre nella restante parte dell'anno venivano delegati tre proprietari per l'ordinaria amministrazione.

### La questione della "capitale"

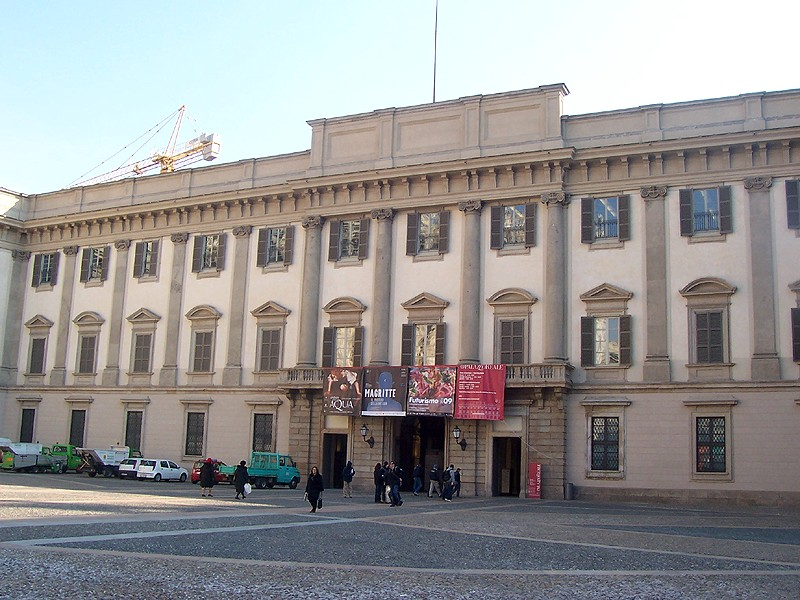
Il Palazzo Reale di Milano, residenza formale del Viceré austriaco nel Regno Lombardo-Veneto dal 1815 al 1859.

All'interno di tutte le forme di amministrazione del governo Lombardo-Veneto, vennero formalmente mantenute le divisioni tradizionali tra Lombardia e Veneto, a loro volta unitamente dipendenti dall'Impero d'Austria.
È altresì vero, però, che l'Imperatore nominava un suo rappresentante amministrativo e legale nei suoi territori italiani, il quale prendeva il nome di Viceré. È bene premettere che molti dei Viceré del Regno, anche se formalmente accettanti l'incarico, non risiedettero mai entro i confini del Lombardo-Veneto, preferendogli di gran lunga la corte austriaca e l'amministrazione imperiale. A ogni modo i Viceré avevano la loro sede formale al Palazzo Reale di Milano, il quale ospitava gli appartamenti del Viceré che erano utilizzati come residenza ufficiale anche dall'Imperatore quando questi si trovava in visita nel Regno. La residenza di campagna era rappresentata dalla Villa Reale di Monza.
La preferenza di Milano su Venezia per la scelta di una residenza era dovuta a due fattori fondamentali: innanzitutto era una città strategicamente importante per tutta l'area dell'Italia settentrionale e soprattutto l'aristocrazia patriziale milanese era molto più incline a vedere un sovrano che risiedeva entro i propri confini che non i repubblicani veneziani. Peraltro questa tradizione di residenza milanese seguiva le orme di quanto aveva fatto già Maria Teresa d'Austria ponendo la sede dell'antico Ducato di Milano a Milano. Tale territorio era stato tradizionalmente austriaco da molto più tempo rispetto a quello veneto, che invece era giunto entro i possessi della real casa d'Austria a partire dal crollo della Repubblica di Venezia nel 1797 e che era andato consolidandosi effettivamente solo a partire dal Congresso di Vienna.

## Ordinamento giudiziario

### Il Senato di Giustizia

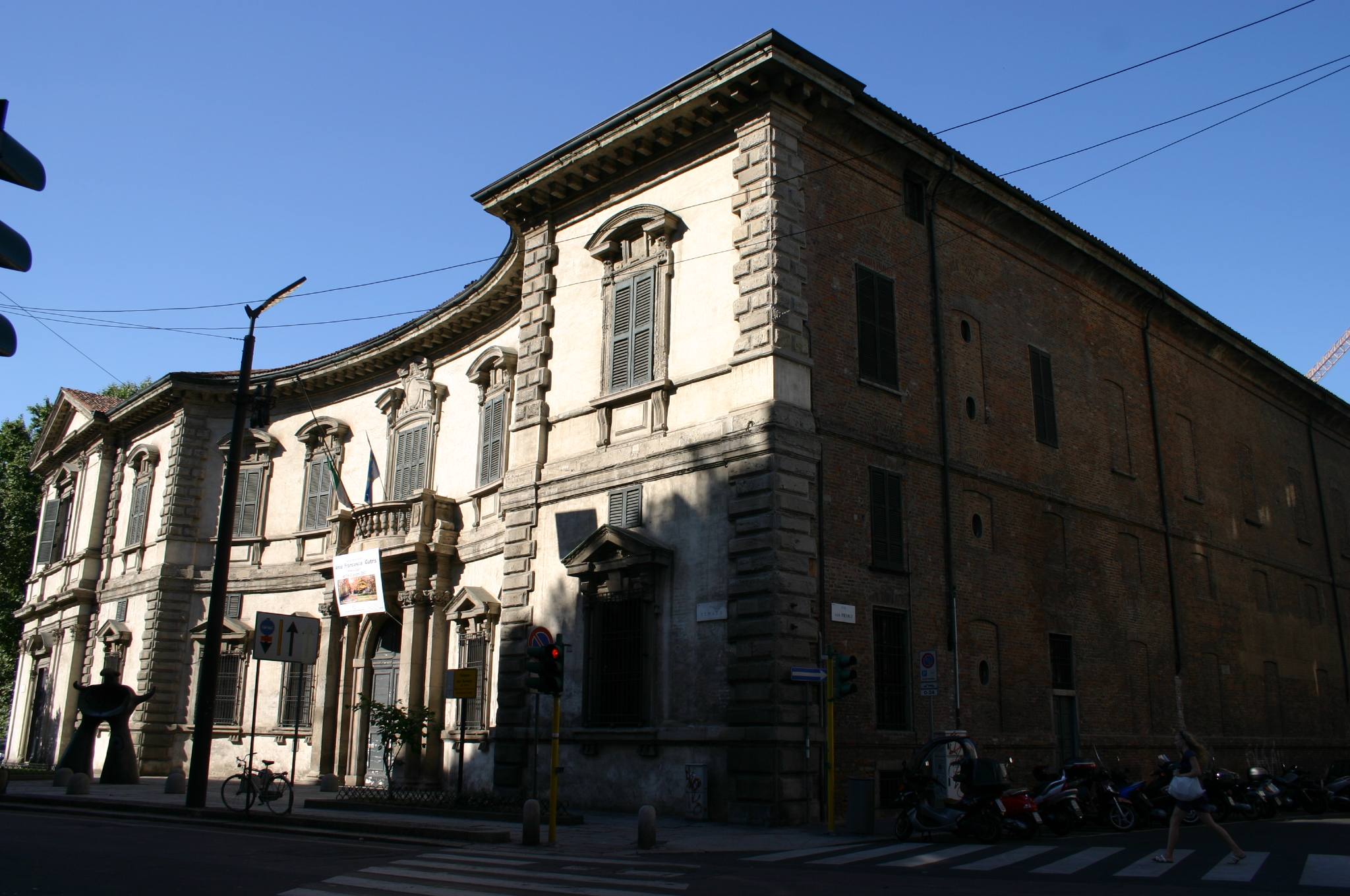
Il palazzo del Senato di Milano.

Il senato di giustizia del Regno Lombardo-Veneto dopo che lo Stato venne costituito, venne aperto ufficialmente il 7 aprile 1815, con sede a Vienna, rimanendo nella capitale imperiale sino al 28 giugno 1816, ovvero sino a quando il comandante Bellegarde non poté assicurare l'indiscusso potere austriaco sull'area della Pianura Padana. Nelle sessioni di questa prima fase vennero trattati gli affari giudiziari relativi al Veneto e alla Dalmazia.
A partire dal 30 giugno 1816 apprendiamo che l'Imperial Regio governo diede disposizioni perché a partire dal 1º agosto 1816 venisse attivato il Senato di Giustizia del Regno a favore dell'intero stato da poco costituito e come tale che riprendesse l'attività amministrativa e deliberativa direttamente sul territorio italiano. Esso aveva essenzialmente il compito di controllare che tutte le azioni di governo si svolgessero "secondo la legge stabilita". Tale organo era praticamente un grande tribunale, ovvero aveva il compito di avallare le condanne più gravi che poi dovevano essere sottoscritte dall'Imperatore, giudicando delitti come la lesa maestà, la sommossa generale, fino a irrogare il carcere a vita o addirittura la pena di morte nei casi più gravi.
In base alla sovrana risoluzione dell'11 aprile 1829, apprendiamo che il senato era retto da un presidente e da dieci consiglieri aulici, sei austriaci, quattro italiani (solitamente due lombardi e due veneti).
Il Senato sopravvisse difatti sino al 3 gennaio 1851, quando il Feldmaresciallo Radetzky, con parere favorevole dell'imperatore, visti i recenti disordini che le rivoluzioni avevano portato soprattutto in Lombardia, ne decise la soppressione e i compiti amministrativi di sua precedente competenza vennero trasferiti al Ministero della Giustizia, quindi a Vienna, altro punto che gettò il Lombardo-Veneto nel malumore, sentendosi gli abitanti di queste regioni privati di un'importante pietra miliare: l'autonomia nella giustizia.

### L'amministrazione della giustizia

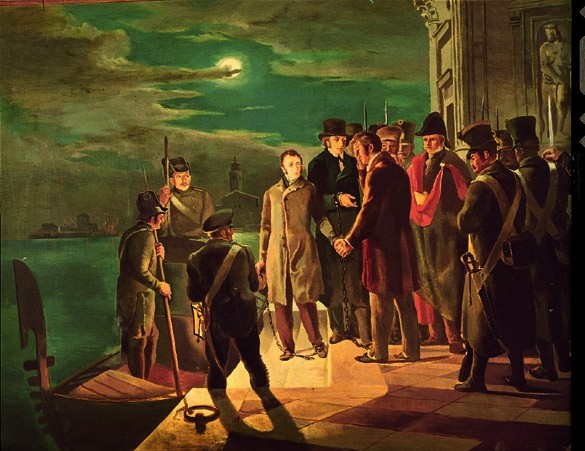
L'arresto di Silvio Pellico e Pietro Maroncelli a Venezia. Si notino nella scena i gendarmi con la caratteristica giubba verde.

L'amministrazione della giustizia nel Regno Lombardo-Veneto era suddivisa in tre gradi: Pretura e Tribunale, Tribunale d'appello e Supremo Tribunale di Giustizia. Ciascun capoluogo provinciale era sede di un tribunale di primo grado, mentre nei due centri regionali di Milano e Venezia erano presenti due corti d'appello. Al vertice del sistema si trovava il Senato, la Corte di Cassazione del Regno, che era stabilita a Verona, presso il Palazzo dei Capitani, a capo del quale venne posto il conte d'Oettingen-Wallerstein.
Circa la giustizia lombardo-veneto, sovente gli storici hanno ravvisato incongruenze e inesattezze tra i vari emendamenti legislativi pubblicati dal 1815 al 1859, il che si ritiene fosse alla base di fraintendimenti, disordini e dei consequenziali inasprimenti delle pene, soprattutto dopo i due periodi rivoluzionari della prima guerra di indipendenza. A differenza di altri domini austriaci in Italia come il Granducato di Toscana, nel Regno Lombardo-Veneto la pena di morte non era stata abolita e continuava a essere comminata per lesa maestà, ribellione e altri gravi reati, anche se più della metà delle condanne a morte si trasformarono in ergastoli, esili o vennero amnistiate.
In parallelo era altrettanto diffuso l'esilio o il carcere duro, che la giustizia lombarda e veneta prescrisse in quegli anni in special modo per i cospiratori rivoluzionari e i carbonari, i quali erano presenti in gran numero su tutto il territorio. Vittime illustri di questa giustizia furono Silvio Pellico, Piero Maroncelli e Federico Confalonieri. Il carcere duro era rappresentato dalla Fortezza dello Spielberg presso Brno, in Repubblica Ceca, allora parte remota e sperduta dell'Impero austriaco.
Tutte le milizie armate non austriache, e perciò gestite da italiani soggetti all'amministrazione austriaca (come la guardia civica o polizia municipale), indossavano la caratteristica giubba verde, il che li fece soprannominare non senza un tocco di malizia "remolazz" ovvero "sedani", un termine che in lombardo è usato tradizionalmente per indicare un individuo sciocco, uomo da poco, inesperto, ignorante.

### La magistratura contabile
Il Senato camerale di finanza, istituito il 9 aprile 1816, era la speciale magistratura cui era affidata la superiore autorità fiscale del Regno. Avente sede a Palazzo Marino, assomigliava a una moderna Corte dei Conti. Presieduto dal governatore, l’organismo preparava il bilancio dello Stato, ma il suo potere era limitato dal Governo, dalla Camera Aulica di Vienna e dall’imperatore, che potevano bloccarne le deliberazioni. In seguito alla notificazione del 15 giugno 1830, il Senato fu sostituito da un unico Magistrato camerale.

## Istruzione

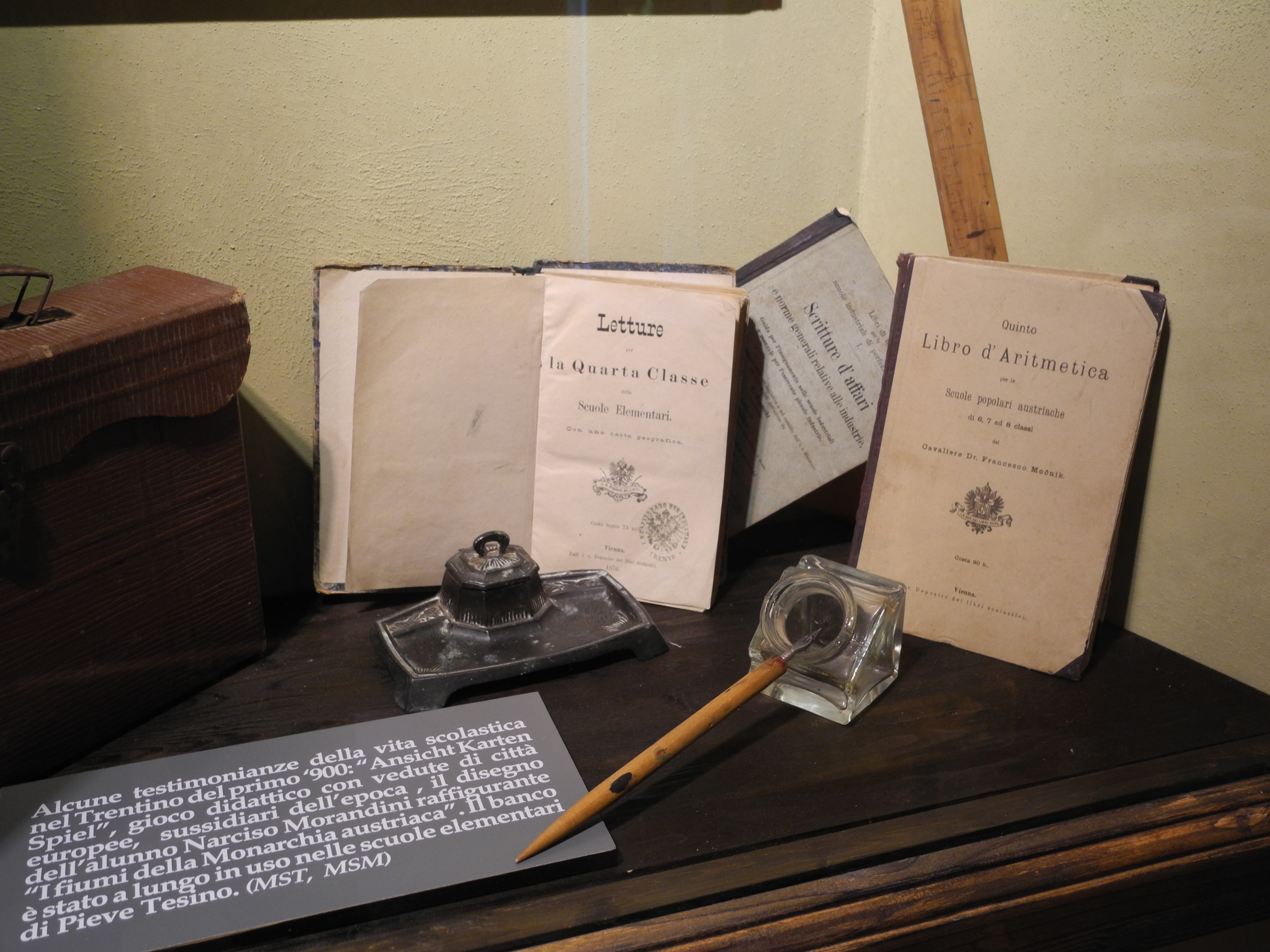
Libri scolastici in uso presso l'amministrazione lombardo-veneta

L'amministrazione austriaca si fece carico sin dall'istituzione del Lombardo-veneto dell'istruzione pubblica e obbligatoria (dai sei ai dodici anni) per i propri cittadini, istituendo presso le parrocchie con almeno cinquanta alunni in età scolare delle scuole minori (prime due classi elementari). Le classi erano spesso numerose (potevano contare sino a duecento alunni) al punto tale che gli insegnanti avevano spesso degli assistenti praticanti. Le scuole maggiori (ultimi tre anni di scuole elementari), invece, si trovavano nei centri maggiori e servivano per preparare all'ingresso a scuole tecniche superiori o al mondo del lavoro. Il primo regolamento governativo per le scuole elementari risale al 1818.
Gli obbiettivi della scuola minore erano quelli di insegnare ai propri alunni a leggere, a scrivere e a far di conto correttamente, oltre al catechismo. Gli obbiettivi della scuola maggiore erano invece la corretta pronuncia, l'ortografia, la calligrafia, la moltiplicazione e la divisione anche con decimali, la regola del tre con calcolo decimale, il ragguaglio vecchie e nuove misure, il catechismo e delle prime regole di composizione.
Questo sforzo diede dei risultati tangibili duplicando in breve tempo il numero degli alunni frequentanti gli istituti scolastici elementari passando da 107.000 nel 1832 a 216.000 nel 1852. Malgrado ciò molti bambini seguitavano a non frequentare le scuole, prevalentemente perché figli di contadini impegnati nei campi, con una frequenza che era la più alta d'Italia: il 68% dei maschi ed il 42% delle femmine in età scolare, con punte anche del 90% nella provincia di Bergamo. Questi dati devono essere tenuti in conto malgrado il fatto la legge prevedesse la gratuità dei libri di testo per le famiglie più povere che fossero comunque desiderose di mandare i loro figli a scuola.
Il clima politico scolastico nel Lombardo-Veneto era ovviamente volto a impedire l'emergere di opinioni radicali, ma dall'altro lato si cercò di abolire istituzioni sentite ormai come obsolete e proprie del mondo ecclesiastico, come ad esempio l'inquisizione e la censura ecclesiastica sui libri. A Milano venne istituita la prima scuola di preparazione per futuri insegnanti elementari.
La situazione cambiò radicalmente dopo i moti rivoluzionari del 1848. A partire dal 1851 vennero riformate parzialmente le scuole tecniche, ma non ebbe il successo sperato.
Negli anni cinquanta dell'Ottocento il Regno Lombardo-Veneto aveva il 64% di analfabeti.
Parallelamente agli istituti pubblici, dall'inizio dell'Ottocento iniziarono a svilupparsi una serie di istituti privati (in particolare scuole di mutuo insegnamento, sotto la spinta di Federico Confalonieri) e asili d'infanzia che si estenderanno rapidamente poi al resto dell'Italia.

## L’esercito imperiale nel Regno Lombardo-Veneto

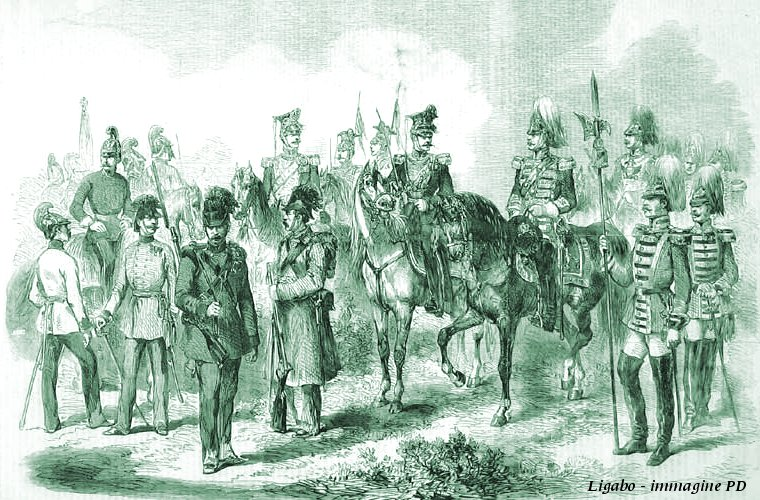
Soldati d'esercito nel Regno Lombardo-Veneto (1859).

L'esercito imperiale austriaco stanziato nel Regno aveva un I. R. comando generale militare Lombardo-Veneto a Verona, guidato dapprima da Johann Frimont e infine da Josef Radetzky, in totale constava di nove reggimenti. Essi erano:
- 23º (Lodi),
- 38º (Brescia),
- 43º (Bergamo),
- 44º (Milano),
- 55º (Monza),
- 13º (Padova),
- 16º (Treviso),
- 26º (Udine),
- 45º (Verona).

Inoltre il Lombardo-Veneto forniva il personale che costituiva: i battaglioni cacciatori da campo (Feldjäger-Bataillone) Nº 6, 11, 18 (lombardi), 8 e 25 (veneti), i reggimenti ulani (unità di cavalleria armate di lancia) Nº 9, 11 (lombardi), 6 e 7 (veneti) e il reggimento dragoni Nº 8. tra questi reggimenti venne creato durante l'incoronazione di Ferdinando I d'Austria a Milano il corpo della Guardia del Corpo nobile Lombardo-Veneta
Contingenti lombardi e veneti erano altresì destinati a servire in tutte le altre unità combattenti e di servizio dell'armata imperiale: artiglieria da campagna (reggimenti Nº 3, 6, 9 e 10), lanciarazzi (racchettieri) e artiglieria costiera, genio (battaglioni Nº 1, 2, 6, 9, 10, 11) e pionieri (battaglioni Nº 2, 6). Sudditi del Regno formavano gli equipaggi della flottiglia dei laghi italiani e del Danubio, oltre naturalmente che della marina da guerra: alle province di Treviso e di Venezia (distretti di leva del reggimento di linea Nº 16) spettava infatti alimentare il Corpo Marinai, mentre alle province di Padova e di Rovigo per intero e Vicenza in parte (distretti di leva del reggimento Nº 13) e a quelle di Udine e di Belluno (reggimento Nº 26) spettava inviare i contingenti annui alla fanteria e all'artiglieria di Marina. Nel territorio del Regno era reclutata anche la gendarmeria locale (Gendarmerie).

(Ripartizione territoriale della monarchia ai fini del completamento dell'Armata dell'8 dicembre 1856)
Una modifica alla ripartizione territoriale del 1856 venne introdotta tre anni dopo. Già con la chiamata di leva dell'anno di guerra 1859 (seconda guerra di Risorgimento italiano), le reclute prima assegnate ai reggimenti ulani Nº 7 (veneto) e 9 (lombardo), che divennero ambedue galiziani, furono avviate ai reggimenti dragoni Nº 1 e 3.

(Ordinanza circolare del 17 gennaio 1859)
Il battaglione era la pedina fondamentale per dosare le forze in funzione del compito da assolvere; in guerra contava 1.336 uomini suddivisi in sei compagnie; la compagnia contava duecentoventuno uomini (quattro ufficiali, due sergenti maggiori "Feldwebel", quattro sergenti "Zugsführer", otto caporali, dodici sotto-caporali "Gefreite" e centonovantuno soldati semplici inclusi tamburini, trombettieri, zappatori, conducenti e attendenti).
Sul piede di guerra il reggimento era formato da quattro battaglioni operativi (uno di granatieri su quattro compagnie e tre di campagna su sei compagnie), più il 4º battaglione di campagna, destinato di norma di presidio nelle guarnigioni, e quello di deposito su quattro compagnie, per un totale di 6.886 uomini delle trentadue compagnie, compreso lo stato maggiore di reggimento, di cui faceva parte la banda musicale che sempre seguiva il reggimento in campagna. Il carreggio, affidato a un apposito sottufficiale denominato "Wagenmeister", era composto da 32 carri e 76 cavalli, inclusi la fucina da campo e il carro ambulanza.

(Organisationsstatut für die k.k. Armee, 26 gennaio 1857)
Diretto dal maggior generale Antonio Campana (1774-1841), in contrada Santa Marta n. 3427, a Milano, aveva sede dal 1814 l’I. R. istituto geografico militare, poi trasferito a Vienna nel 1840, edificio che divenne in seguito sede della Stamperia reale.

## Pesi e misure
Anteriormente all'introduzione del sistema metrico-decimale e anche quando questi venne introdotto con regolarità, continuò a persistere in Lombardia e in Veneto un sistema metrico per pesi e misure varie, che di seguito riportiamo.
| Grandezza  | Misura  | Valore    |
| ---------- | ------- | --------- |
| Lunghezza  | Miglio  | 1,784 km  |
| Lunghezza  | Piede   | 43,52 cm  |
| Superficie | Pertica | 654,52 m² |
| Volume     | Pinta   | 1,574 L   |
| Massa      | Oncia   | 27,233 g  |

## Monetazione e francobolli

### Numismatica lombardo-veneta

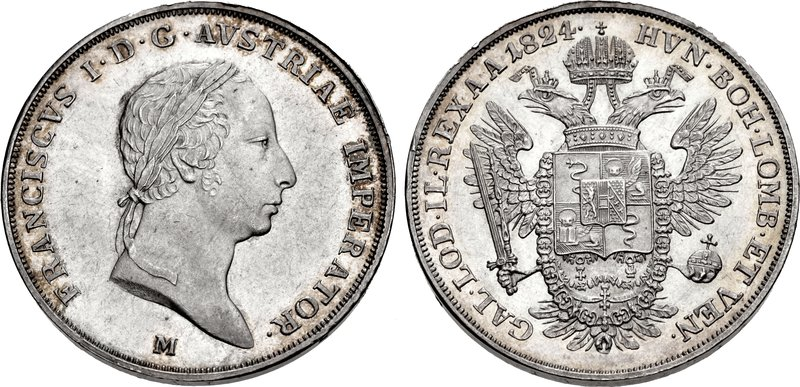
Fiorino da 3 lire austriache

Proseguendo nella strada già tracciata sotto il dominio francese, dal 1822 il Lombardo-Veneto conobbe una radicale trasformazione anche in cambio monetario.
Il sistema di conto scelto fu quello milanese, restaurato dopo la parentesi napoleonica e preferito in quanto già armonizzato ai modelli tedeschi, mentre non fu restaurato l'antico retaggio di epoca medievale della complessa monetazione della Repubblica di Venezia. La coniazione austro-milanese consisteva in una monetazione nei classici tre metalli (oro, argento, rame), la quale si differenziò e perfezionò sotto i diversi sovrani che regnarono.
All'epoca della sua fondazione, nel Regno Lombardo-Veneto circolavano ancora le valute francesi, in quanto i pesanti debiti contratti in guerra non permettevano un'immediata coniazione. Fu solo dal 1822 che vennero proposte le nuove monete:
- Sovrana
- 1/2 Sovrana
- Scudo Nuovo da sei lire
- 1/2 Scudo Nuovo (o fiorino)
- 1 lira austriaca
- 1/2 lira austriaca
- 1/4 di lira austriaca
- 5 centesimi (o soldo, in quanto un ventesimo di lira)
- 3 centesimi
- 1 centesimo

Fu Francesco Giuseppe ad apportare le prime variazioni nel sistema monetario Lombardo-Veneto: egli infatti eliminò il quarto di lira austriaca, sostituendolo con una moneta in rame da quindici centesimi, aggiungendone anche una da dieci centesimi. Successivamente alla Seconda guerra d'indipendenza, nel Veneto entrò in vigore come moneta spicciola il soldo e i 5/10.
Il governo austriaco, inoltre, abolì definitivamente tutta una serie di zecche minori che già si trovavano poco attive sul finire del Settecento e sotto l'amministrazione di Maria Teresa e Giuseppe II, mantenendo attive unicamente le zecche di Milano e Venezia.
Parallelamente a questa circolazione di monete, erano usate come monete di libero scambio anche quelle dell'impero austriaco (austriaca e ungherese), che seguivano una tipologia di monetazione differente: il calibro in questi casi era costituito dal peso effettivo del metallo della moneta.

### Filatelia lombardo-veneta

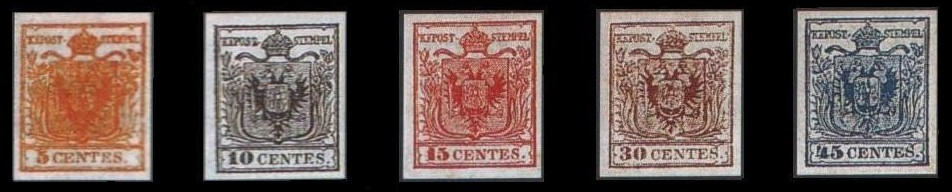
Serie completa dei francobolli in centesimi circolanti nel Regno Lombardo-Veneto dal 1850 al 1858.

La storia filatelica del Lombardo-Veneto è assai più giovane rispetto a quella numismatica in quanto i primi francobolli stampati ufficialmente (e quindi non a timbro) vennero realizzati a partire dal 1º giugno 1850 sotto l'amministrazione di Francesco Giuseppe che regolamentò anche questi valori tassati con precise normative.
A Milano come a Venezia si diffusero in parallelo anche i valori tassati per i giornali, gli almanacchi e le pubblicazioni e all'amministrazione austriaca va anche il merito di aver introdotto in queste regioni le marche da bollo e i valori tassati per la grande quantità di documentazione cartacea che andava producendosi negli uffici governativi.
Secondo le normative postali d'epoca il costo era delle normali lettere era il seguente (1 lega = 7.420 metri):
- nel circondario di distribuzione dell'ufficio postale di impostazione: cent. 10
- per una distanza inclusivamente a 10 leghe: cent. 15
- oltre a 20 leghe: cent. 45

Si considerava lettera semplice quel plico che non superasse in peso un "lotto viennese" che corrispondeva a 17,5 grammi.

## Bandiere e Stemmi

Bandiere
1815–1866
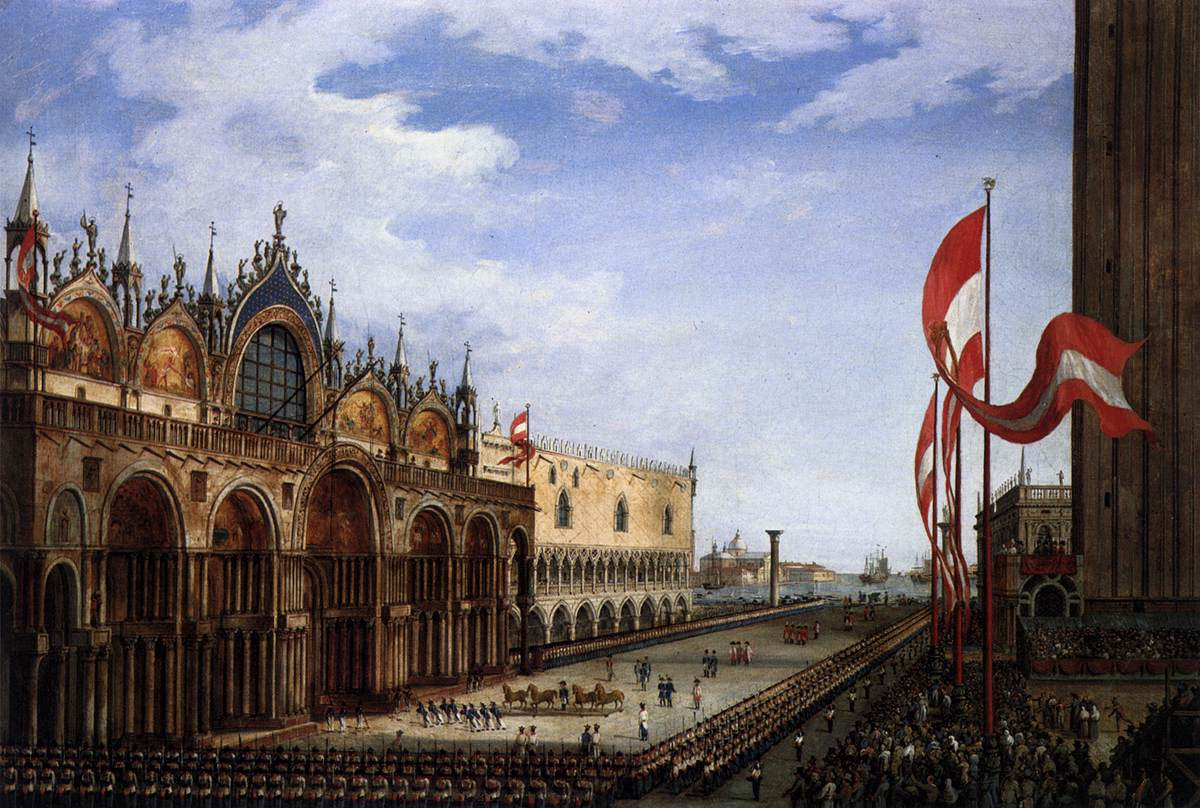
1815
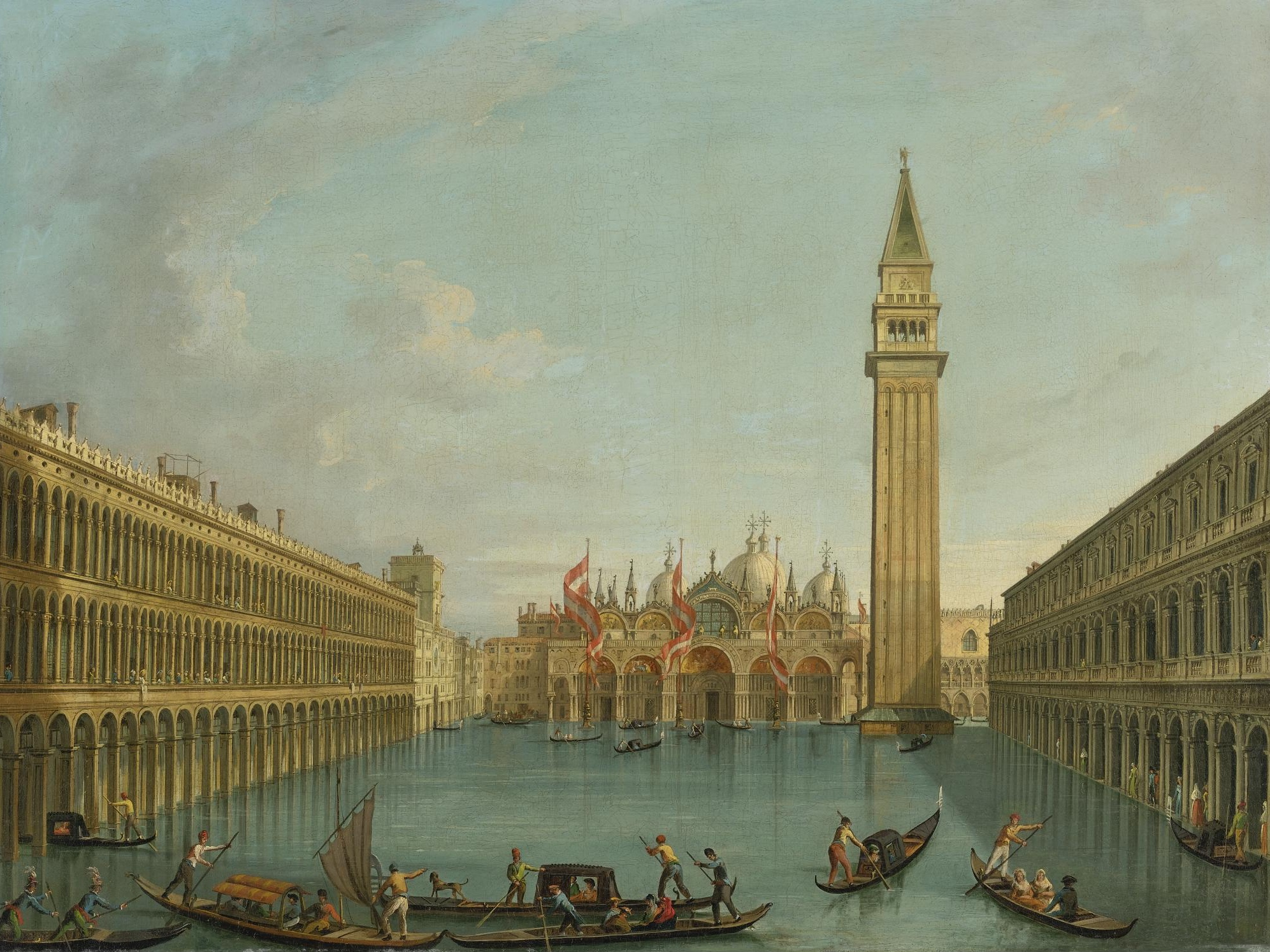
1825
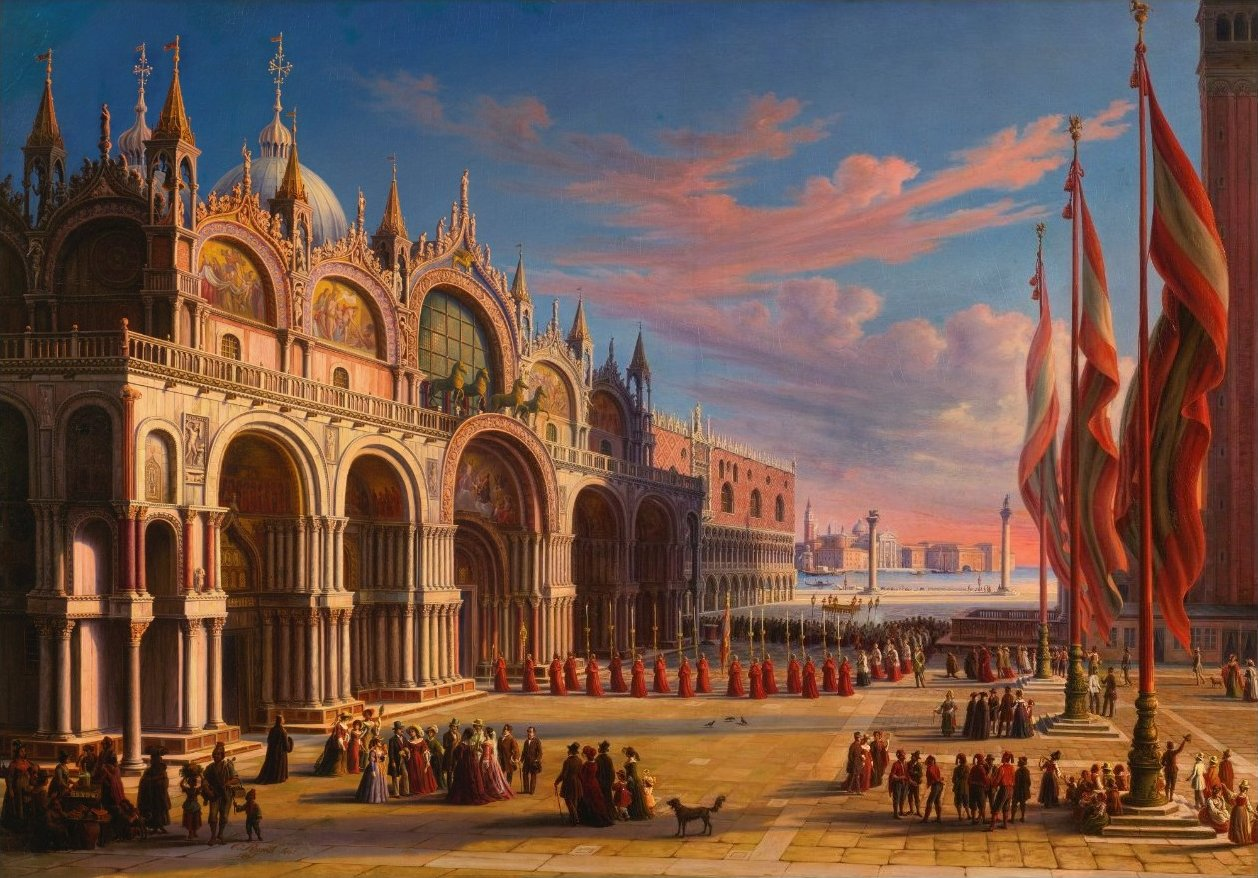
1850

Stemmi
Piccolo
Medio
Grande

### Esplicative
1. ↑  Nella quale poneva il proprio esercito (45 000 uomini in armi, vittoriosi alla recente grande battaglia del Mincio) agli ordini del Bellegarde e il 27 partiva per Monaco di Baviera.
2. ↑  Esemplare, a questo proposito, è la carriera del magistrato trentino Antonio Mazzetti.
3. ↑  Considerata la linea di tendenza del grafico si ricava al retta {\displaystyle P(t):{2 \over 7}t+{278 \over 7}}dalla quale è possibile ricavare il tasso di crescita annuo utilizzando la formula {\displaystyle {P(t_{2})-P(t_{1}) \over P(t_{1})(t_{2}-t_{1})}}
4. ↑  Nel grafico di confronto tra le due regioni è possibile vedere che la linea di tendenza della Lombardia ha una pendenza maggiore rispetto a quella del Veneto
5. ↑  Si badi bene che solo gli arciduchi, come parenti dell’imperatore, potevano essere ufficialmente viceré. Le altre figure furono nomine belliche a titolo provvisorio.
6. ↑  Nomina a titolo provvisorio, cessa con la proclamazione del Regno al Congresso di Vienna.
7. ↑  Nomina a titolo provvisorio una volta proclamato il Regno ma non ancora deciso il viceré.
8. ↑  Nomina a titolo provvisorio per ristabilire l’ordine dopo la Prima guerra d'indipendenza.
9. ↑  Nomina a titolo provvisorio allo scoppio della Seconda guerra d'indipendenza; successivamente rimosso per incompetenza dopo la sconfitta nella battaglia di Magenta con conseguente perdita di Milano.
10. ↑  Nomina a titolo provvisorio, cessata dopo la sconfitta finale austriaca con l’armistizio di Villafranca.
11. ↑  Comprendente la Valcamonica, bresciana dal 1861.
12. ↑  Comprendente il circondario di Varese, incluso in una provincia separata nel 1927, e la grandissima parte dell'attuale Provincia di Lecco istituita nel 1992.
13. ↑  Non comprendeva il Cremasco.
14. ↑  Comprendente il territorio dell'Altomilanese, ceduto in gran parte alla nuova provincia di Varese nel 1927.
15. ↑  Divisa nel 1859 (Decreto Rattazzi) fra le province di Cremona e Milano.
16. ↑  Comprendente il circondario di Abbiategrasso, milanese dal 1861, ma escludente la Lomellina e l'Oltrepò, all'epoca parte del Regno di Sardegna.
17. ↑  Escluso l'Ampezzo, fino al 1919 parte del Tirolo.
18. ↑  Comprendente le attuali province di Udine e Pordenone (istituita nel 1968), ed escludente la Val Canale, all'epoca facente parte della Carinzia e il cantone di Cervignano facente parte della Contea di Gorizia.
19. ↑  Comprendente il delta sinistro del Po, rodigino dal 1866.
20. ↑  La misura della pertica variavano di molto da area ad area. Sappiamo infatti che convenzionalmente e ufficialmente era accettata la cosiddetta "pertica milanese" corrispondente a poco più di 654 metri quadrati, ma difatti, in aree distanti dal capoluogo, le misure potevano variare di svariati metri quadrati in eccesso o in difetto, il che portava molta confusione anche nelle opere catastali.

### Bibliografiche
1. ↑  (DE) Lombardisch-venetianische Königreich (archiviato dall'url originale il 26 settembre 2020)..
2. ↑   Cooperativa Archivistica e Bibliotecaria - Milano, regno Lombardo-Veneto 1815-1859, su lombardiabeniculturali.it, 03/01/2006.
3. ↑   Riccardo Pasqualin, Traduzioni dal greco e passioni politiche dell'Abate Francesco Boaretti, in Storia Veneta, n. 76, Padova, Elzeviro, Aprile 2024,  pp. 47–54.
4. ↑   Ibidem,  pp. 48–49.
5. ↑  Carlo Cattaneo, dell'insurrezione di Milano nel 1848 e della successiva guerra, Memorie, Lugano, Tipografia della Svizzera Italiana, febbraio 1849.
6. ↑  "Storia d'Italia continuata da quella del Botta dall'anno 1814 al 1834: parte prima 1814-22"
7. ↑  pag. 618 in M.Malte-Brun, Universal Geography, VII, Edinburgh, Adam Black, 1829.
8. ↑  Francesco Arese, La Lombardia e la politica dell'Austria, Archivio storico lombardo, LXXVIII
9. ↑   Karl Schonhals, Memorie della Guerra d'Italia degli anni 1848-1849, su books.google.it (archiviato il 16 dicembre 2023).
10. ↑   Gilberto Oneto, Gli italiani rimasti fedeli agli Asburgo (PDF), su rassegnastampa.unipi.it, La Stampa (archiviato dall'url originale il 16 agosto 2020).
11. ↑   Filippo Battaglia, Papà Radetzky (PDF), su lelettere.it, Le Lettere (archiviato dall'url originale il 22 giugno 2015).
12. ↑   Casa editrice Le Lettere (PDF), su lelettere.it. URL consultato il 22 giugno 2015 (archiviato dall'url originale il 22 giugno 2015).
13. ↑   G. Previdi, Abbiamo fatto il nostro dovere (PDF), su identitanazionale.it (archiviato il 24 settembre 2015).
14. 1 2  Castiglioni, 1862, p. 209, p. 333.
15. ↑  Castiglioni, 1862, p. 371.
16. ↑  Castiglioni, 1862, p. 221.
17. 1 2 3  Malte-Brun, 1829, p. 755.
18. ↑  Castiglioni, 1862, pp. 330–331.
19. ↑  Goëss, 1821, p. 10.
20. ↑  Saleri, 1851, p. 97.
21. ↑  Schönhals, 1852, pp. 41–42.
22. ↑  Tellini, 2007, p. 168:
«…la riflessione manzoniana intorno al problema della lingua s'è orientata, sul fondamento d'istanze illuministiche e poi romantiche, verso la ricerca d'uno strumento comunicativo capace di superare la secolare frattura che divide, nel nostro costume culturale, la lingua scritta della tradizione letteraria dalla lingua dei parlanti»
23. ↑  Artaria, 1857, pp. 6–7.
24. ↑  Artaria, 1857, p. 5.
25. ↑   Il Regno lombardo-veneto. Stato e Chiesa La Diocesi di Concordia (PDF), su propordenone.org. URL consultato il 23 luglio 2019 (archiviato il 30 luglio 2020).
26. ↑  Malte-Brun, 1829, p. 756.
27. ↑   historytour.it,  http://www.historytour.it/default.php?idp=s&ids=2&iddoc=61&tipodoc=articolo.
28. ↑   Bollettino dell'Eco della Borsa. (PDF), su historytour.it, 2 gennaio 1841. URL consultato il 25 luglio 2019 (archiviato dall'url originale il 24 luglio 2019).
29. ↑   Adriano Balbi, Quadro statistico dei vari stati d'Italia, in Annali universali di statistica, Vol. 31, Milano, Società degli Editori degli Annali Universali delle Scienze e dell'Industria, 1832,  p. 313. URL consultato il 25 febbraio 2011 (archiviato il 16 dicembre 2023). ISBN non esistente Si osserva che su alcune di tali cifre l'Annale in alcuni così imprecisione di valori
30. ↑  Almanacco Imperiale Regio per la Lombardia, Milano, 1837
31. ↑   Austria III. Titles of European hereditary rulers, su eurulers.altervista.org. URL consultato il 25 gennaio 2015 (archiviato il 17 febbraio 2015).
32. ↑   Senato governativo di finanza, 1816 aprile 9 - 1830 agosto 1 – Istituzioni storiche – Lombardia Beni Culturali, su lombardiabeniculturali.it. URL consultato il 27 gennaio 2022 (archiviato il 27 gennaio 2022).
33. 1 2 3  G. Cova, L'ordinamento scolastico nel Regno Lombardo-Veneto dal 1815 al 1848, ed. Zeisciu, Magenta, 2019
34. ↑   Associazione Legittimista Trono E. Altare, Associazione legittimista Trono e Altare: La reale Guardia del Corpo nobile Lombardo-Veneta, su Associazione legittimista Trono e Altare, sabato 6 aprile 2013. URL consultato il 27 gennaio 2022 (archiviato il 27 gennaio 2022).
35. ↑   Austria, Statuto per la Real Guardia nobile del corpo Lombardo-Veneta, dall'Imperiale Reale stamperia di corte e di Stato, 1840. URL consultato il 27 gennaio 2022 (archiviato il 16 dicembre 2023).
36. ↑   vedi qui.[collegamento interrotto]